# Histoire du programme nucléaire militaire de la France
Ne doit pas être confondu avec Histoire du programme nucléaire civil de la France.
L'histoire du programme nucléaire militaire de la France relate le cheminement qui a conduit la France à développer un programme nucléaire militaire après la seconde guerre mondiale. La mise en place de la Force de dissuasion nucléaire française repose sur un programme d'essais nucléaires français qui débute le 13 février 1960 et prend fin le 27 janvier 1996.
En 2012, la Force océanique stratégique comprend quatre sous-marins nucléaires lanceurs d’engins équipés de missiles mer-sol balistiques stratégiques. Les Forces aériennes stratégiques utilisent les missiles Air-sol moyenne portée amélioré dotés de têtes nucléaires aéroportées sous des avions Dassault Mirage 2000 à la base aérienne 125 Istres-Le Tubé. Ce missile est également utilisé avec les avions Dassault Rafale à la base aérienne 113 Saint-Dizier-Robinson et ceux embarqués sur le porte-avions Charles de Gaulle.

## L'aventure scientifique de l'atome (1895-1945)

### Les origines (1895-1903)

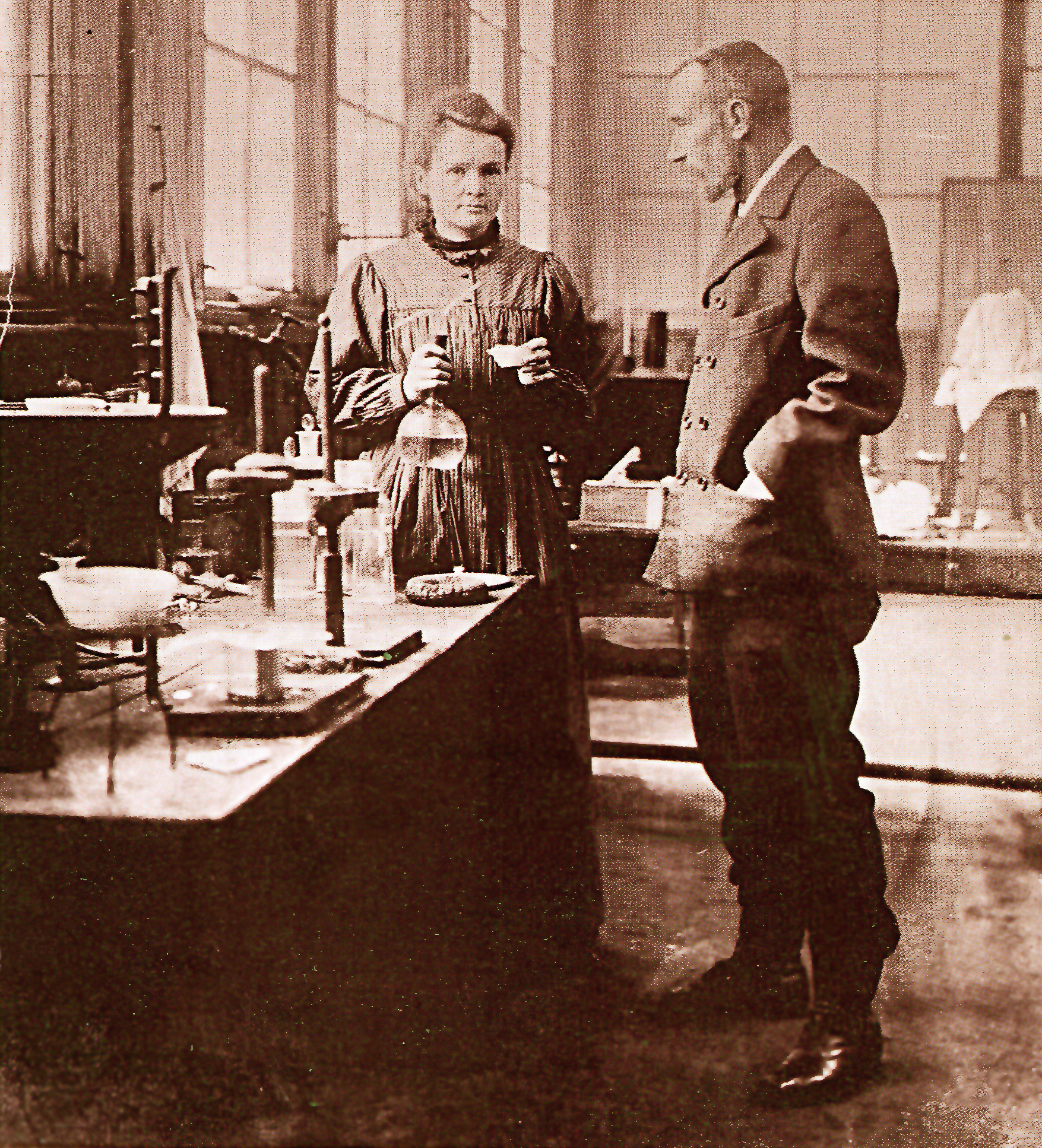
Pierre et Marie Curie dans leur laboratoire, vers 1900.

La recherche scientifique internationale dans le domaine de l'atome naît avec la découverte des rayons X par le physicien allemand Wilhelm Röntgen le 8 novembre 1895, à Wurtzbourg, à la suite de l'observation d'une étrange lueur blafarde provenant d’un écran luminescent posé, par hasard, sur une table située à distance d'un tube de Crookes. Il comprit rapidement qu'il s'agissait d'un nouveau rayonnement issu des collisions des électrons avec les atomes de l’électrode positive (la cathode) quand on fait passer un courant électrique dans un tube cathodique,. En France, après la présentation à l'Académie des sciences par Henri Poincaré début de 1896 de la découverte des rayons X faite par Röntgen, Henri Becquerel, décide d'étudier la relation entre la luminescence de certains matériaux et l'émission de ces mystérieux rayons X. Faisant des expériences en 1896 pour trouver l'origine de cette luminescence, il constate par hasard que des sels d'uranium émettent spontanément un rayonnement, qu'ils aient ou non été exposés à la lumière. Il les baptisera dans un premier temps rayons uraniques.
Pierre et Marie Curie vont tenter à partir de 1896 de trouver une explication au phénomène découvert par Wilhelm Röntgen et à ces rayons uraniques. Ils vont traiter des centaines de kilos de minerai d'uranium par concassage puis dissolution dans de l'acide. En 1898, Marie Curie découvre que le thorium possède les mêmes propriétés de rayonnement que l'uranium. Puis les deux physiciens isolent un premier élément, qui recevra le nom de polonium, en hommage à la patrie de Marie, puis un second encore plus actif : le radium. Ces découvertes leur vaudront le prix Nobel de physique en 1903, en même temps qu’Henri Becquerel.
En 1903, Ernest Rutherford apporte une explication à la présence de ces nouveaux éléments et à leur liens entre eux. Il émet l'hypothèse que les éléments radioactifs réunis autour de l'uranium et du thorium sont liés entre eux, l'élément le plus lourd perdant de sa substance par désintégration pour donner naissance à un autre élément et ainsi de suite.

### La structure interne de l'atome (1903-1932)
En 1910, Rutherford fournit une première représentation de la structure interne de l'atome : un noyau chargé positivement autour duquel gravitent des charges négatives. Mais c'est Niels Bohr qui parviendra à expliquer en 1913 que les électrons ne s'effondrent pas sur le noyau par attraction et restent à un niveau donné, en utilisant la théorie quantique de Max Planck.
Irène, fille de Marie Curie, et Frédéric Joliot-Curie observent que le bombardement du béryllium peut donner lieu à la projection de protons, en sus de l'émission de radioactivité. L'Anglais James Chadwick apportera une explication décisive en 1932 en découvrant l'existence de neutrons dans l'atome, des particules non chargées aux côtés des protons.

### Découverte de l'énergie nucléaire (1932-1939)

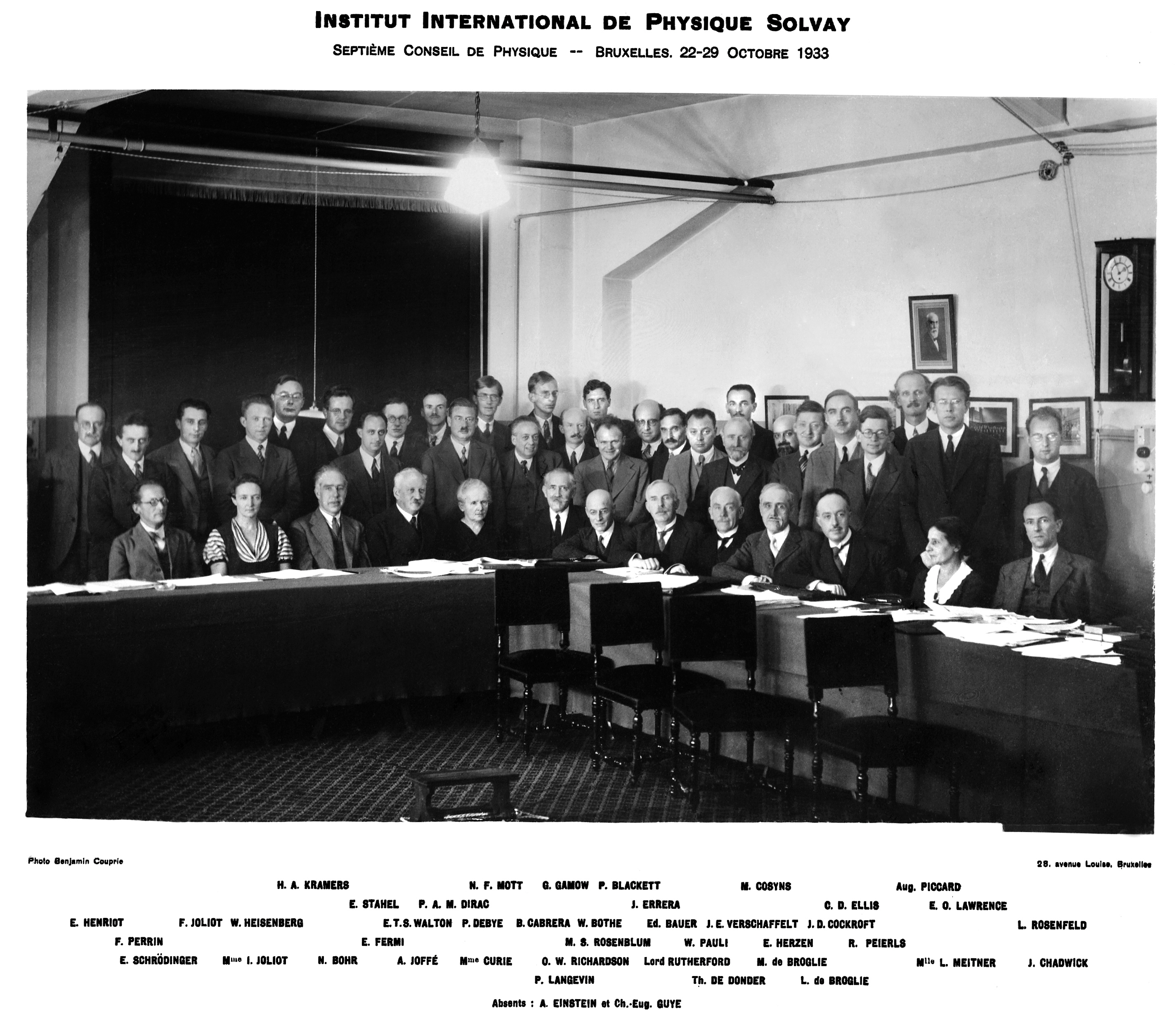
Septième Congrès Solvay de physique en 1933. Sont présents, entre autres, les époux Joliot-Curie, Marie Curie, Francis Perrin, Paul Langevin et Émile Henriot.

Ce sont les travaux d'Irène et Frédéric Joliot Curie qui vont vraiment donner naissance à la physique nucléaire. Fin 1933, en bombardant une feuille d'aluminium par une source de polonium, ils mettent en évidence la production de phosphore 30 radioactif, isotope du phosphore 31 naturel. Ils en déduisent qu'il est possible de fabriquer par irradiation des éléments ayant les mêmes propriétés que les éléments naturels mais qui sont également radioactifs. Dès le début ils voient toutes les applications qu'il est possible d'en tirer, notamment dans le domaine médical, avec le traçage par des éléments radioactifs. Ils obtiennent le prix Nobel pour cette découverte en 1935.

#### La réaction en chaîne
En 1934, l'Italien Enrico Fermi, constate que les neutrons ralentis (par un trajet dans la paraffine par exemple) ont une efficacité beaucoup plus grande que les neutrons ordinaires. Des matériaux ralentisseurs, « modérateurs », comme l'eau lourde, seront donc à prévoir dans les futures installations.

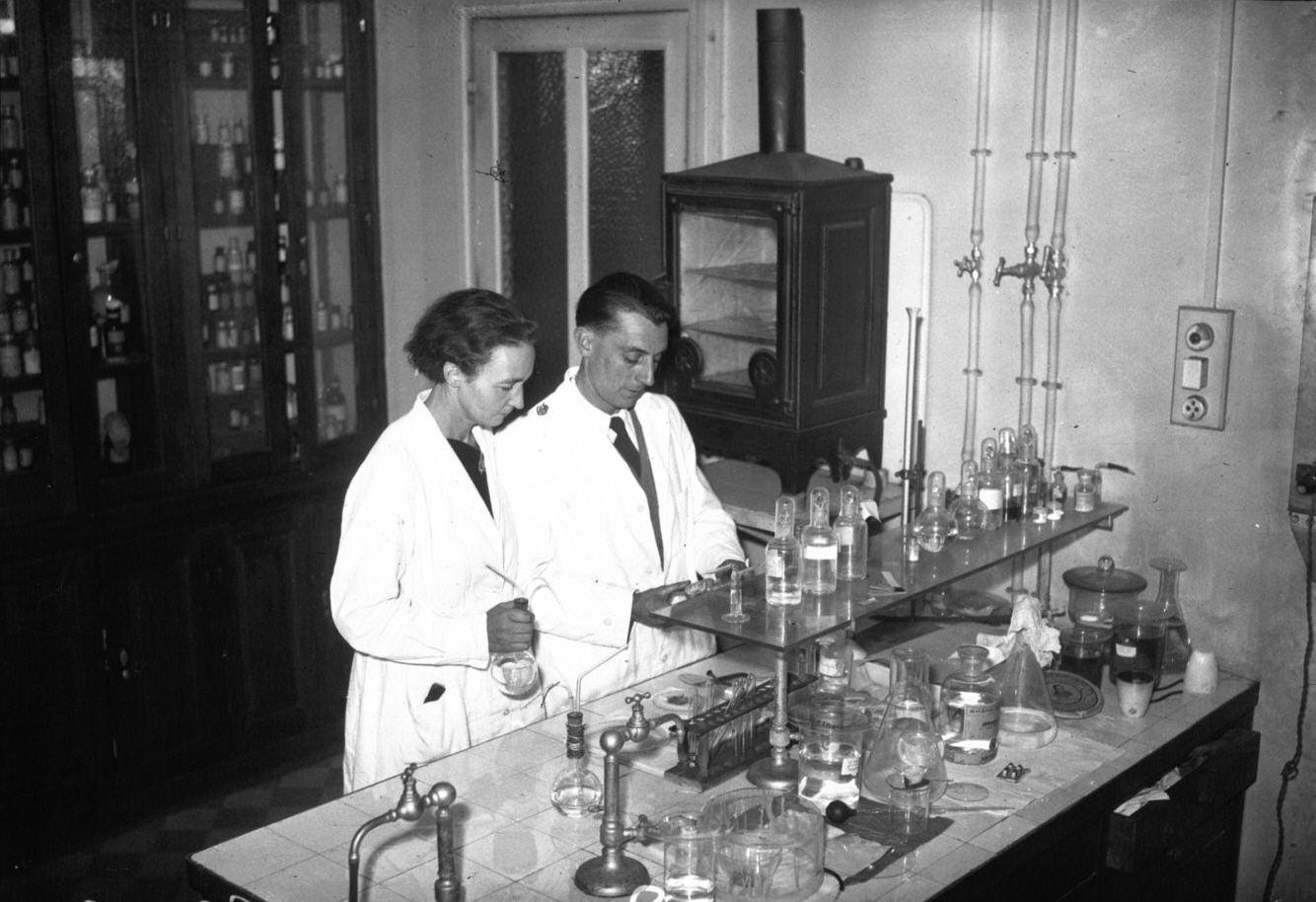
Irène Curie et Frédéric Joliot dans leur laboratoire en 1935.

De nombreux laboratoires de recherche européens bombardent des noyaux pour en analyser les effets. Il revient à Lise Meitner et Otto Frisch, deux Allemands exilés en Suède, de trouver en décembre 1938 une explication capitale de l'énergie nucléaire avec le phénomène de la fission nucléaire.
En février 1939, Niels Bohr met en évidence le fait que, sur les deux isotopes contenus dans l'uranium naturel : 238U et 235U, seul l'uranium 235 est « fissile ». Il est de surcroît beaucoup plus rare que l'uranium 238, car il ne représente que 0,72 % de l'uranium extrait dans une mine.
Enfin, en avril 1939, quatre Français, Frédéric Joliot-Curie, Hans Halban, Lew Kowarski et Francis Perrin, publient dans la revue Nature, peu de temps avant leurs concurrents américains, un article fondamental pour la suite des événements démontrant que la fission du noyau d'uranium s'accompagne de l'émission de 3,5 neutrons (le chiffre exact sera de 2,4), qui peuvent à leur tour fragmenter d'autres noyaux et ainsi de suite, par un phénomène de « réaction en chaîne ».

#### Les trois brevets français

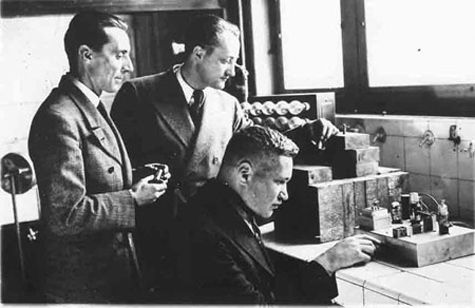
Frédéric Joliot, Hans Halban et Lew Kowarski au laboratoire en 1933.

Début mai 1939, les quatre français déposent trois brevets: les deux premiers traitent de la production d'énergie à partir d'uranium et le troisième, secret, du perfectionnement des charges explosives,. Ces trois chercheurs étaient alors employés par le Collège de France au sein d'une équipe dirigée par Frédéric Joliot. Joliot, convaincu de l'importance future des applications civiles et militaires de l'énergie atomique rencontre Raoul Dautry, ministre de l'armement, au début de l'automne 1939. Ce dernier le soutint totalement, en premier lieu pour les développements d'explosifs et, en second lieu, pour la production d'énergie.
Dès juillet 1939, les expériences sur la libération d’énergie par réaction en chaîne commencent au laboratoire du Collège de France et se poursuivent à Ivry-sur-Seine au Laboratoire de Synthèse Atomique (fondé sous le Front Populaire sous l'égide de la Caisse nationale pour la recherche scientifique qui avait acquis les laboratoires Ampère de la Compagnie générale électro-céramique),. Pour asseoir ses brevets, Joliot tisse un réseau industriel autour de lui, notamment par un accord entre le CNRS et l'Union Minière du Haut Katanga, détentrice de l'uranium du Congo belge.
À l'automne 1939, l’équipe Joliot se rend compte que la France n'aurait pas les moyens d'enrichir l'uranium naturel en son isotope fissile (235U) et s'oriente vers l'utilisation de l'eau lourde. En février 1940, sur demande du Collège de France, Raoul Dautry envoie donc Jacques Allier en mission secrète en Norvège pour récupérer le stock entier de 200 litres d'eau lourde de la société Norsk Hydro (à capital en partie français), stock que l'Allemagne convoitait aussi.

### Suspension des recherches en France (1940-1945)

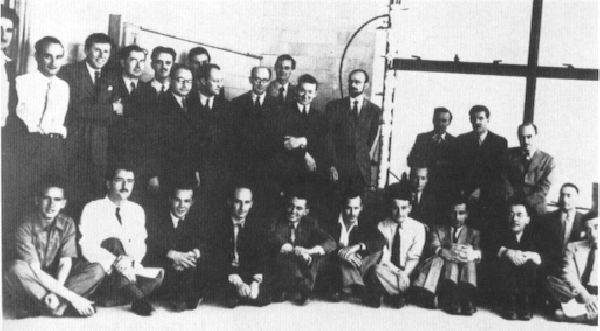
Les chercheurs du laboratoire de Montréal en 1944, dont les français Hans Halban, Pierre Auger et Bertrand Goldschmidt.

L'invasion de la France par l'Allemagne en mai 1940 contraint à l'arrêt des travaux. Début juin le laboratoire est déménagé en toute hâte de Paris à Clermont-Ferrand mais la guerre est déjà perdue. Le 18 juin 1940, tandis que le général de Gaulle lance son fameux appel à la radio de Londres, Hans Halban et Lew Kowarski embarquent à Bordeaux pour le Royaume-Uni, accompagnés du stock d'eau lourde. Le stock d'uranium est caché au Maroc et en France. Joliot ne part pas, il reste en France auprès de sa femme malade, retrouve son poste au Collège de France mais refuse de collaborer puis entrera officiellement dans la résistance en 1943.
Les membres exilés du Collège de France livrent les secrets français aux Alliés mais sont exclus du programme nucléaire américain pour des raisons économiques (les trois brevets) et politiques (méfiance envers de Gaulle et Joliot). Isolés au laboratoire Cavendish de Cambridge puis au laboratoire de Montréal à partir de la fin de l'année 1942, ils contribuent aux travaux réalisés par une équipe anglo-canadienne. Travaux qui seront déterminants pour la reprise des recherches françaises dans ce domaine.
Sous la direction de Louis Rapkine, un bureau scientifique auprès de la Délégation de la France libre est installé à New York peu après l'entrée en guerre des États-Unis en décembre 1941. C'est par ce biais que des savants français en exil, comme Pierre Auger, Jules Guéron et Bertrand Goldschmidt, sont intégrés, non aux équipes américaines elles-mêmes car ils refusent d'en prendre la nationalité, mais au projet anglo-canadien dirigé par Halban.

#### La France libre est écartée
Le 19 août 1943, les États-Unis et le Royaume-Uni concluent les accords de Québec, fusionnant leurs programmes nucléaires respectifs (Tube Alloys et Manhattan) et précisant la non-divulgation de leurs travaux. Ils savent que la France et l'URSS ne tarderont pas à rattraper leurs retards en la matière mais ne souhaitent pas leur faciliter la tâche. À ce propos, Winston Churchill déclare : « En toutes circonstances, notre politique doit être de garder l'affaire, autant que nous pouvons la contrôler, entre les mains américaines et britanniques et de laisser les Français et les Russes faire ce qu'ils peuvent. » Dans cette perspective, ils signent, le 23 mars 1944, un accord avec le gouvernement belge en exil à Londres, réservant la production congolaise d'uranium aux anglo-saxons, rendant caduc l'accord privé de 1939 avec le CNRS.
Le 11 juillet 1944, dans une arrière-salle du consulat d’Ottawa, Guéron, Auger et Goldschmidt informent le général De Gaulle du programme nucléaire américain et des perspectives ouvertes par la fission. Cette information confirme ce que le général avait déjà appris à Londres,. Sitôt Paris libéré, en août 1944, un premier groupe de savants français, dont Auger, revient de Montréal contre l'avis des Américains. Les Britanniques laissent faire car ils doivent composer avec De Gaulle, qui pourrait exiger le partage des secrets atomiques ou se rapprocher des Russes. Ils choisissent alors de manipuler Joliot, qui a l'oreille du général, en exagérant les difficultés liées à la fabrication de la bombe tout en lui assurant qu'ils allaient coopérer. En avril 1945, les villes dans lesquelles s'étaient repliés les atomistes allemands tombent aux mains de la 1re armée française mais les hommes de l'opération Alsos perquisitionnent les laboratoires, dont la pile atomique d'Haigerloch, capturent les scientifiques du Reich et ne laissent rien derrière eux si ce n'est quelques techniciens.
Écarté par les Anglo-saxons, dépossédé de sources d'uranium et avec de maigres prises de guerre, le programme nucléaire français allait devoir se faire indépendamment, d'autant plus que le ministre de l'Armement, Charles Tillon, était un membre du Parti communiste français.

## La genèse d’un programme nucléaire militaire (1945-1958)

### Position de la France à la sortie de la seconde guerre mondiale (1945-1949)
« Quant à la bombe atomique, nous avons le temps. Je ne suis pas convaincu que l’on ait à employer des bombes atomiques à très bref délai dans ce monde. »

— Charles de Gaulle, octobre 1945.
Dès mai 1945, Raoul Dautry (alors ministre de la reconstruction et de l'urbanisme du Gouvernement provisoire) informe le général de Gaulle (alors président du Gouvernement provisoire) que le nucléaire bénéficierait à la reconstruction ainsi qu'à la Défense nationale. Les progrès réalisés par la recherche américaine dans le domaine sont révélés au grand public par les bombardements atomiques d'Hiroshima et Nagasaki les 6 et 9 août 1945. Le 31 août, de Gaulle charge Raoul Dautry et Frédéric Joliot de proposer une organisation de l'industrie française du nucléaire capable de mobiliser les énergies pour construire la bombe.
Le 18 octobre 1945, le Commissariat à l'énergie atomique (CEA) est créé par l'ordonnance 45-2563. Cet organisme, dépendant directement du président du Conseil, a vocation à poursuivre les recherches scientifiques et techniques en vue de l’utilisation de l’énergie nucléaire dans divers domaines de l’industrie, de la science et de la défense,. Les deux premières personnalités à se partager la responsabilité de la direction de cet organisme sont Joliot, en qualité de haut-commissaire pour les questions scientifiques et techniques, et Dautry, en tant qu’administrateur général.
Toutefois, l'importance attribuée au nucléaire militaire en 1945 ne doit pas être sur-estimée car la reconstruction du pays primait, « je suis ministre de la reconstruction, pas de la destruction » dira Dautry. Dans ce contexte, et sous l'influence de Joliot (pacifiste et adhérent au Parti communiste), l'opposition à l'utilisation militaire de l'atome se répand au sein du CEA. Si dans l'euphorie de la victoire Alliée ce dernier déclarait « je vous la ferai, mon général, votre bombe », il change rapidement d'avis et, devenu haut-commissaire du CEA, souhaite que la France adopte une position opposée au nucléaire militaire (interdiction de la fabrication d'armes atomiques et interdiction au niveau mondial). Cette position politique est affirmée le 25 juin 1946 par l'ambassadeur Alexandre Parodi devant la première commission de l'énergie atomique de l'ONU. Elle sera aussi la position officielle de la Quatrième République, lui permettant de dissimuler sa faiblesse et ses secrets.
Le 17 mai 1946, la direction des études et fabrications d'armement crée le laboratoire de recherches balistiques et aérodynamiques (LRBA) à Vernon, sur un ancien site industriel de fabrication d'obus, initié par Edgar Brandt, et nationalisé en 1936.

### Zoé, la première pile atomique française (1948)

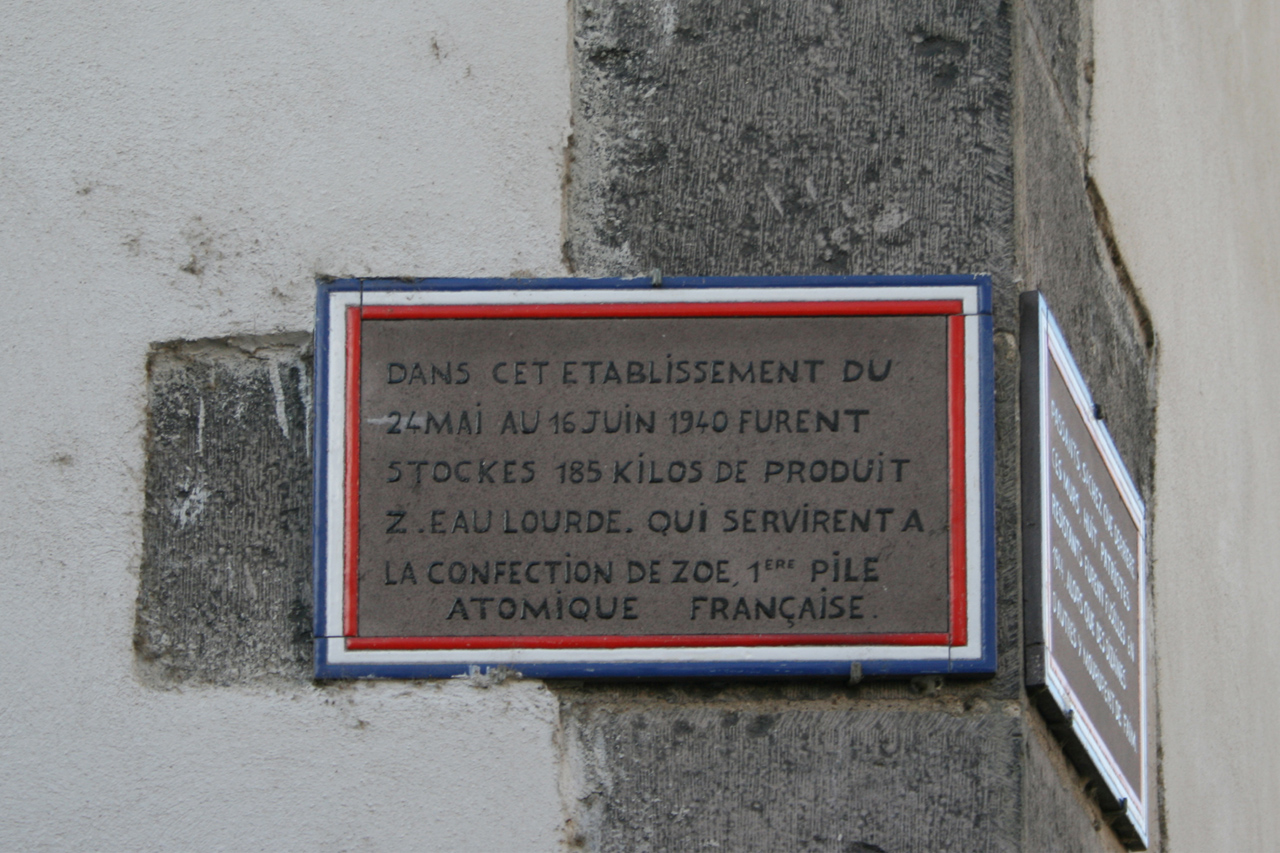
Plaque commémorative sur le site de stockage des combustibles de Zoé, la première pile atomique française

Le fort de Châtillon, sur la commune de Fontenay-aux-Roses, est affecté au CEA le 8 mars 1946 et c’est sur cet emplacement que la première pile atomique française Zoé fonctionne pour la première fois (« diverge ») le 15 décembre 1948. Cette pile utilise un combustible d’oxyde d’uranium naturel modéré à l’eau lourde. Elle ne dégage presque pas d’énergie, quelques kilowatts à peine, mais elle va permettre l’étude des réactions nucléaires et la production de radioéléments pour la recherche et l’industrie.
Les opérations de raffinage du minerai d'uranium venant d'Afrique sont réalisées dans une enclave de la Poudrerie du Bouchet, à proximité de Ballancourt-sur-Essonne. Le chimiste Bertrand Goldschmidt et son équipe y isolent les quatre premiers milligrammes de plutonium français le 20 novembre 1949. L’événement est considérable car les combustibles irradiés, retirés de la Pile Zoé, peuvent dès lors être traités et le plutonium en être extrait, une étape essentielle pour la constitution de la première bombe atomique.
En 1949 commence la construction des bâtiments du centre de Saclay. En 1952, un accélérateur de particules est mis en service et la seconde pile à eau lourde (EL2) diverge. Elle est destinée aux expériences de physique et de métallurgie ainsi qu'à la production des radioéléments artificiels,.

### La fin de la position pacifiste (1950-1954)
Le développement de la guerre froide d'une manière générale, et l'explosion de la première bombe nucléaire soviétique en 1949 en particulier, amena la France à ne plus conserver la position pacifiste du CEA, telle qu'affirmée par Frédéric Joliot. Ce dernier, après des déclarations publiques favorables à l'Union soviétique, fut forcé de démissionner du CEA le 28 avril 1950 sous prétexte qu'il avait lancé l’appel de Stockholm. Le Gouvernement français en profite pour rappeler que le Commissariat avait aussi pour vocation la Défense nationale.
La question de l'armement atomique de la France n'est cependant toujours pas posée officiellement. Le premier plan quinquennal de l'énergie nucléaire, préparé par Félix Gaillard (alors secrétaire d'état à la présidence du Conseil du Gouvernement Pinay) et voté à l’Assemblée nationale en juin 1952, vise un développement du nucléaire sur le long terme. En matière de production électrique, le plan a pour objectif essentiel de trouver un remède au déficit énergétique français. Félix Gaillard sera nommé ultérieurement, le 18 mars 1955, président de la Commission de coordination de l'énergie atomique. Le Parti communiste proposa un amendement visant à interdire à la France la fabrication d'armes atomiques, mais les députés le rejetèrent massivement. Même certains opposants à l'emploi militaire du nucléaire (tel le socialiste Jules Moch) votèrent contre cet amendement au motif qu'il ne fallait pas s'interdire unilatéralement cette possibilité.

#### Construction du site nucléaire de Marcoule
Le CEA n'ayant pas alors les moyens techniques et financiers d'enrichir l'uranium naturel en son isotope fissile (235U), il ne pourrait pas développer de réacteurs à eau pressurisée (REP) ni fabriquer d'armes nucléaires l'employant. La France, comme le Royaume-Uni avant elle, s'oriente donc vers la technologie des piles atomiques au graphite qui engendrera la filière des réacteurs uranium naturel graphite gaz (UNGG). Il s'agit d'un type de réacteurs utilisant l'uranium naturel comme combustible, le graphite comme modérateur de neutrons et le gaz carbonique comme fluide caloporteur vers les turbines et pour le refroidissement du cœur. Outre de l'électricité, ces réacteurs produiront, pour un coût annoncé trois fois inférieur à celui de l'uranium hautement enrichi, du plutonium en assez grande quantité pour permettre par la suite un programme militaire ou un programme civil de réacteurs surgénérateurs,.

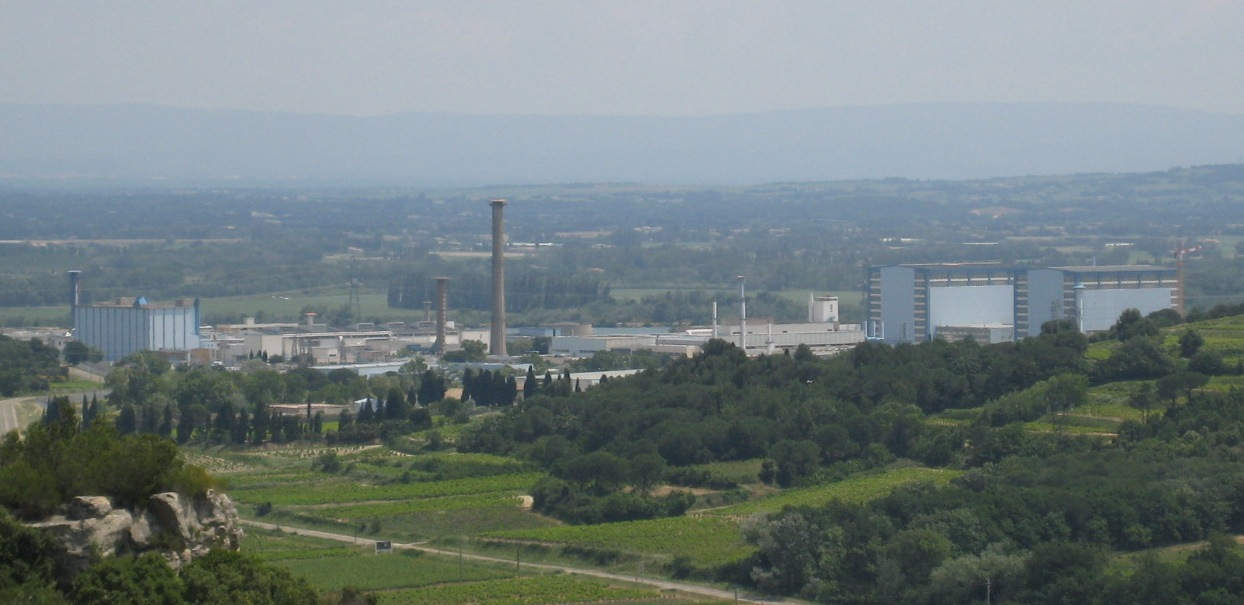
Vue du site nucléaire de Marcoule. Les réacteurs G2 et G3 sont à droite de l'image.

Le plan Gaillard prévoit la construction de deux réacteurs, dont les travaux commenceront en 1955, complétés plus tard par un troisième. Le premier réacteur (G1) divergera le 7 janvier 1956 sur le site nucléaire de Marcoule. Refroidi par air, il s’agit encore d’un équipement prototype de puissance limitée (40 MWt) qui produit moins d’énergie électrique qu'il n'en consomme. Les deux suivants, G2 en 1958 et G3 en 1959, sont plus puissants (150 MWt) et constitueront la tête de série de la filière UNGG.
Face aux besoins nouveaux en combustible, de nouvelles mines d'uranium sont ouvertes en Vendée sur le site de Fleuriais, à Mortagne-sur-Sèvre et dans le Forez en plus de celles du Limousin, déjà en exploitation,. Fin 1956, la production de minerai s'élève à 175 tonnes en uranium contenu.

#### Des facteurs multiples mènent à la bombe
« Ah si j’avais eu la bombe, je n’aurais pas eu toutes ces couleuvres à avaler... »

— Propos de Pierre Mendès France, négociant la paix en Indochine, rapportés par Yves Rocard.
Si le plan quinquennal de 1952 ouvrit la voie à la bombe nucléaire française, la décision de sa fabrication ne fut pas prise alors. En fait, l'utilisation du nucléaire à des fins militaires ne sera prise par la France qu'en 1954, sur la base :
- de la défaite de Diên Biên Phu. Face à l'encerclement des troupes françaises à Diên Biên Phu, en mars 1954, le Comité de Défense restreint demanda aux États-Unis l'utilisation de l'arme atomique, demande que la Maison Blanche ignora. Il apparut ainsi que l'alliance militaire avec les États-Unis ne pouvait garantir totalement les intérêts français ;
- du traité concernant la Communauté européenne de défense (CED) et qui interdisait aux États membres d'entreprendre un programme nucléaire militaire indépendant. Ce traité, bien que rejeté par le parlement français en août 1954 après quatre ans de débats, mit en avant la nécessité de prendre une décision ;
- d'un changement de stratégie de l'OTAN, en faveur de représailles massives et précoces par l'emploi de l'arme atomique. Dans ce contexte, les chefs d'état-major des armées françaises se prononcèrent en septembre 1954 pour un armement atomique national intégré à l'OTAN ;
- de l'explosion de la première bombe nucléaire britannique, le 3 octobre 1952, qui avait remis en cause le leadership de la France en Europe.

En parallèle, à partir de mars 1954, le général Paul Ély mit en avant auprès de René Pleven (ministre de la Défense) l'importance de l'arme nucléaire pour la puissance exercée par une nation au niveau mondial. Il se basait sur l'avis des chefs d'état-major, sur les capacités du CEA et sur les ressources en plutonium développées par le plan quinquennal de 1952. Le général Ely préconisa que :
- du personnel militaire soit associé au CEA ;
- le budget du CEA soit augmenté et placé sous contrôle de la Défense nationale ;
- un comité militaire spécial interarmées soit créé.

### Des débuts secrets à la décision de faire des essais (1954-1958)
C'est en fait le gouvernement de Pierre Mendès France qui se prononça en faveur du développement d'un programme nucléaire militaire français après le rejet de la CED par l'Assemblée nationale française le 30 août 1954. Mendès-France, alors président du Conseil, avait des avantages politiques à lancer une première tranche de travaux menant à un tel programme, sachant que la décision finale de construire une bombe atomique serait prise plus tard. Le 26 octobre de la même année, il signe un décret secret créant la Commission Supérieure des Applications Militaires de l’Énergie Atomique (CSMEA). Le 4 novembre, il signe un autre décret secret, créant le Comité des Explosifs Nucléaires (CNE). Au contraire du CNE, la CSMEA n’eut jamais à se réunir. Le CNE, comme le CEA, dépendait étroitement du président du Conseil.
Le 24 décembre 1954, le CNE remit à Pierre Mendès-France un projet de programme atomique militaire qui intégrait :
- la réalisation de deux réacteurs nucléaires de type G2 pour produire 70 à 80 kg/an de plutonium ;
- la création du Bureau d'Études Générales (BEG) pour mettre sur pied et gérer les équipes scientifiques et techniques ;
- la création d'un centre d'essais pour mettre au point les dispositifs de mesure à utiliser lors des essais réels ;
- la création d'un centre d'essais au Sahara, le Centre d'expérimentations militaires des oasis ;
- la création d'un réseau de détection permanent des essais ;
- l'étude de la séparation isotopique.

Le 26 décembre 1954, Pierre Mendès-France convoqua une réunion d'experts. Les conclusions, longtemps débattues, apparaissent avoir été :
- le lancement secret d'un programme de fabrication d'armes nucléaires ;
- le lancement d'un programme de sous-marins nucléaires ;
- le projet d'une décision soumise au conseil des ministres.

Cette dernière décision ne fut jamais soumise à cause de la chute du Cabinet Mendès-France quelques semaines plus tard.

#### Le rôle de Pierre Mendès France
Dans les années 1970, Pierre Mendès France nia son rôle dans le lancement du programme atomique nucléaire : ce n'était qu'un pas vers la bombe atomique et, s'il avait poursuivi sa fonction de président du Conseil, il aurait pu décider librement dans les années suivantes pour ou contre la fabrication effective de la bombe atomique. Selon Pierre Mendès-France, la décision de décembre 1954 était uniquement politique : la France entendait faire pression sur l'URSS et les États-Unis pour qu'ils renoncent aux essais, tout en gardant la possibilité à la France, en cas de poursuite des essais, de mettre en œuvre son propre programme nucléaire militaire.
Pierre Mendès-France a toutefois ouvert la voie au programme nucléaire militaire français à la fin de l'année 1954, même s'il s'agissait en premier lieu d'une arme diplomatique pour de futures négociations. Il semble aussi que ses déclarations des années 1970 soient liées à des fins de politique intérieure, son électorat et ses militants étant pacifistes.

#### Le CEA est organisé pour la bombe
Le BEG, ancêtre de la Direction des applications militaires (DAM), est créé au sein du CEA le 28 décembre 1954. Le 1er mars 1955, le général Albert Buchalet en prend la direction et reçoit l'ordre oral de fabriquer la bombe, puis le 20 mai un protocole secret est signé entre les Armées et le CEA, qui est reconnu comme maître d’œuvre en matière d'armement atomique,. Le ministre chargé de l'Énergie atomique Gaston Palewski fait porter le budget quinquennal du CEA de 40 à 100 milliards de francs, inscrivant le programme militaire nucléaire français dans la durée.
Le 3 juin 1955, le CEA intègre les spécialistes du Service des poudres de l'Armée dans un centre consacré à la détonique au fort de Vaujours. Depuis la fin de l'année 1954, le CEA disposait d'un terrain 30 hectares à Bruyères-le-Châtel (près d’Arpajon), financé par des fonds du Service de documentation extérieure et de contre-espionnage (SDECE). En juillet 1955, il accueille le nouveau centre d'études nucléaires du BEG, la première équipe scientifique arrivant en juillet 1956. À partir de 1957, des annexes de ces deux centres sont construits à Valduc, en Bourgogne, et à Moronvilliers, en Champagne, pour mener des études de neutronique et de criticité sur le plutonium loin de Paris,.
Le programme étant sous la direction du CEA, et malgré leurs résistances, les militaires ne peuvent que reconnaître le leadership du CEA. Ainsi, ce n'est qu'en 1958, sous contrainte du général de Gaulle, que les ingénieurs de la section atomique de la direction des études et fabrications d'armement (DEFA) intègrent le BEG. Ils trouveront la solution de l'amorçage neutronique, qui sera utilisé dans l'essai atomique de février 1960.

« Des études sur les explosifs nucléaires ont été amorcées et seront poursuivies. »

— Guy Mollet, devant l'Assemblée nationale, le 11 juillet 1956.
Lors de la crise du canal de Suez, l'URSS est la première nation à utiliser diplomatiquement le chantage atomique. Le maréchal russe Nikolaï Boulganine menace Paris et Londres d'intervenir avec des fusées intercontinentales à tête nucléaire si les deux pays ne mettent pas fin à leur expédition. Aussi, à la fin de 1956, Guy Mollet décide d'accélérer le programme nucléaire français et de le développer en dehors des États-Unis.
Un pas important est franchi avec la décision ministérielle du 11 avril 1958 de Félix Gaillard prescrivant de préparer une première série d'explosions nucléaires expérimentales qui doivent intervenir au cours du premier trimestre 1960 au Sahara algérien,. Cette décision est confirmée, dès son retour au gouvernement, par le général de Gaulle.
Un protocole conclu entre les ministères des Finances et de la Défense le 30 novembre 1956 prévoit la construction par le CEA d'une usine d'enrichissement de l'uranium. La programmation de cette usine est officialisée en juillet 1957, par le vote parlementaire du second plan quinquennal de l'énergie atomique. Les travaux de l'usine militaire de Pierrelatte débuteront en 1960 et le premier lingot d'uranium faiblement enrichi sera obtenu en janvier 1964.

### Officialisation du programme nucléaire militaire (1958)
En 1958, le programme nucléaire militaire français est officialisé par le général de Gaulle. Avant 1958, les présidents du Conseil (Pierre Mendès France, Edgar Faure et Guy Mollet) tenaient un double discours, malgré les décisions prises entre-temps. Ainsi, en 1955, le programme nucléaire français fut doté d'un budget spécifique, l'inscrivant dans la durée. Le 5 juillet 1958, de Gaulle prévient le secrétaire d'État américain John Foster Dulles : « Tout s'organise en fonction de la force atomique. Cette force, vous l'avez […] Nous sommes très en retard sur vous […] Une chose est certaine : nous aurons l'arme atomique ».
En février 1958, le Commandement interarmées des Armes spéciales (CIAS) est créé, chargé de mener les campagnes d’essais nucléaires, sous l'autorité du général Charles Ailleret[réf. nécessaire].

#### De la Quatrième à la Cinquième République
Si le succès du programme nucléaire militaire français eut lieu sous la Cinquième République, c'est bien sous la Quatrième, et de manière secrète, qu'il commença. Sous la IVe République, l'arme nucléaire française était vue, par les responsables politiques français, comme intégrée à l'OTAN. Sous la Ve République, l'arme nucléaire sera la garante de l’indépendance nationale vis-à-vis de l'OTAN. Cependant, la volonté de retrait des instances militaires intégrées de l'organisation, notifiée au président américain Johnson en 1965, aura pour objectif de renforcer la place de la France et non de couper les liens avec ses alliés, ni de disloquer l'alliance. Pour de Gaulle : « Les armements nucléaires américains demeurent la garantie essentielle de la paix mondiale. [...] Mais il reste que la puissance nucléaire américaine ne répond pas nécessairement et immédiatement à toutes les éventualités concernant l'Europe et la France ».

## Le programme d'essais nucléaires (1959-1996)

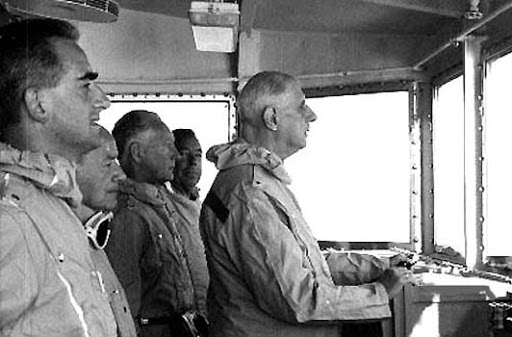
Le Président Charles de Gaulle assistant à l'essai Bételgeuse le 11 septembre 1966 (derrière lui Pierre Messmer et Alain Peyrefitte).

### Les premiers essais en Algérie (1960-1966)

#### Les essais aériens à Reggane
« Jamais je n’ai senti plus qu’en ce moment que notre pays avait vraiment surmonté la défaite de 1940 et qu’il avait l’avenir pour lui. »

— Félix Gaillard, à propos de Gerboise bleue, le 13 février 1960.
Le premier essai nucléaire français, Gerboise bleue, est effectué le 13 février 1960 sur le champ de tir créé à Reggane, plus précisément à une cinquantaine de kilomètres au sud-ouest, à Hamoudia, au centre du Grand Sud algérien, à 600 kilomètres au sud de Bechar. Deux autres tirs (Gerboise blanche et Gerboise rouge) sont effectués la même année.
Le rapport annuel du CEA de 1960 montre l'existence d'une zone contaminée de 150 km de long environ.
À la suite immédiate du putsch des généraux (23 avril 1961) (ou « putsch d'Alger »), le gouvernement français ordonne la détonation du 25 avril 1961 (Gerboise verte) afin que l'engin nucléaire ne puisse tomber dans les mains des généraux putschistes.

#### Les essais en galerie au Hoggar
La France doit abandonner les essais aériens à la faveur d'essais souterrains, moins polluants. Le site choisi, In Ecker (Sahara algérien), se trouve au sud de Reggane et à environ 150 km au nord de Tamanrasset. Les tirs sont réalisés en galerie, celles-ci étant creusées horizontalement dans un massif granitique du Hoggar, le Tan Afella. Ces galeries se terminaient en colimaçon pour casser le souffle des explosions et étaient refermées par une dalle de béton. Elles devaient permettre un bon confinement de la radioactivité.
Le 7 novembre 1961, la France réalise son premier essai nucléaire souterrain. Mais le 1er mai 1962, lors du deuxième essai souterrain, un nuage radioactif s'échappe de la galerie de tir. C'est l'accident de Béryl (du nom de code de l'essai).
De novembre 1961 à février 1966, treize tirs en galerie sont effectués dont quatre ne sont pas totalement contenus ou confinés (Béryl, Améthyste, Rubis, Jade), malgré cela, ce système donne satisfaction. Cependant, les Accords d'Évian ayant prévu que la France devrait abandonner ses expériences au Sahara, l'État français se met à la recherche d'un autre site.
En 1964, la Direction des centres d'expérimentations nucléaires (DIRCEN) succède au CIAS.

### Le centre d'expérimentation du Pacifique (1966-1996)

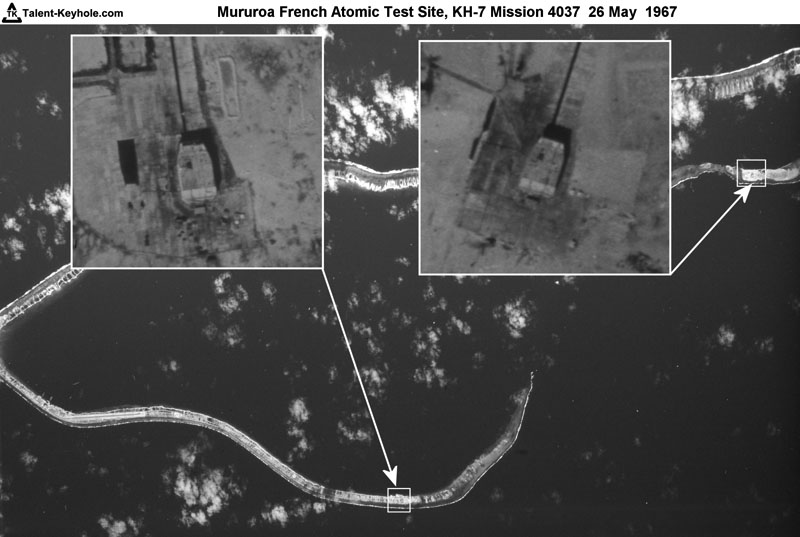
Vue des bunker protégeant l'instrumentation sur l'atoll de Moruroa par un satellite de reconnaissance américain KH-7 (26 mai 1967).

#### Les essais aériens
Le 2 juillet 1966 a lieu le premier essai nucléaire aérien sur l'atoll de Moruroa en Polynésie française.
Deux ans plus tard, le 24 août 1968, a lieu le premier essai d'une bombe H sur l'atoll de Fangataufa du nom de code Opération Canopus.
Au total, 46 essais nucléaires aériens sont réalisés en Polynésie, faisant intervenir plusieurs techniques :
- les essais sur barges ;
- les essais sous ballons captifs ;
- les largages à partir d'avions qui permettent de reproduire les conditions réelles de façon assez proche ;
- les essais de sécurité afin de vérifier que les bombes n'explosent pas tant qu'elles ne sont pas amorcées. En principe, ces essais ne provoquent pas d'explosion.

Le nuage radioactif consécutif à l'essai « centaure » touche effectivement Tahiti, le 19 juillet 1974. Des précipitations de forte intensité, conjuguées aux effets du relief, conduisent à des dépôts au sol, hétérogènes en termes d'activités surfaciques : à Hitia'a sur le plateau de Taravao, et au sud de Teahupoo.

#### Le retour aux essais souterrains
De 1975 à 1996, la France réalise 146 essais souterrains en Polynésie : dans les sous-sols et sous les lagons des atolls de Moruroa et Fangataufa.
Le 6 août 1985 est signé le Traité de Rarotonga, aux Îles Cook, déclarant le Pacifique Sud zone dénucléarisée. La France ne s’y associe pas. Le 15 juillet 1991 est lancé le dernier essai français dans le Pacifique avant le moratoire d’un an décidé par le président François Mitterrand le 8 avril 1992, par la suite renouvelé.
Le 13 juin 1995 le président Jacques Chirac rompt le moratoire et ordonne la réalisation d'une dernière campagne d'essais nucléaires dans le Pacifique. Cette ultime campagne a pour but de compléter les données scientifiques et techniques pour passer définitivement à la simulation.
Ces essais nucléaires, au nombre de six, prennent fin par un dernier essai le 27 janvier 1996 à Fangataufa.

## Le développement de la force de dissuasion (1960- )

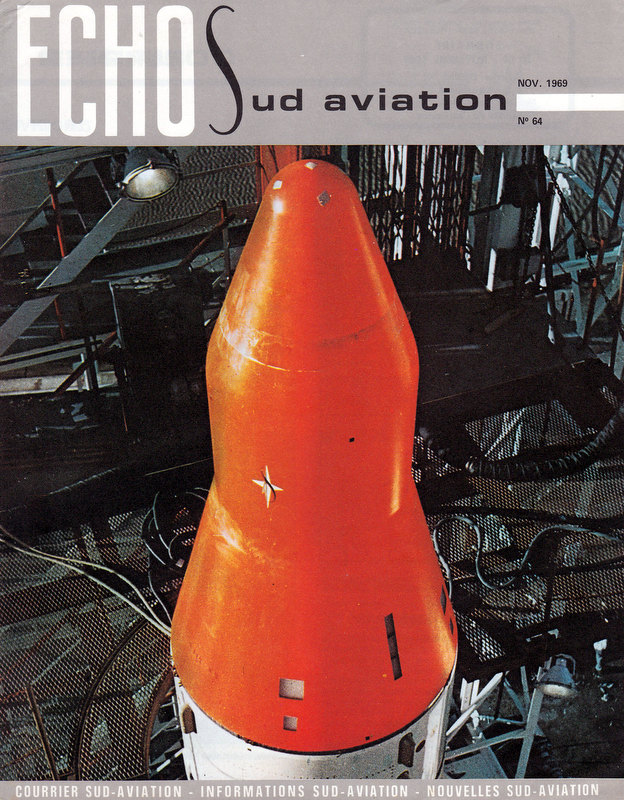
La Une du no 64 du bulletin Échos Sud-Aviation de novembre 1969, avec photo d'un prototype d'un corps de rentrée d'un MSBS M1.

Le général de Gaulle définit les moyens d'une dissuasion française autonome le 3 novembre 1959 lors d'une conférence à l'École militaire. L’indépendance militaire du pays repose selon lui sur « une force de frappe susceptible de se déployer à tout moment et n'importe où. Il va de soi qu'à la base de cette force sera un armement atomique ». La doctrine encadrant la mise en œuvre de ces moyens n'est alors pas encore clairement définie.
En 1959 est créée la Société d'étude et de réalisation d'engins balistiques (SEREB), le mandataire de l'État et maître d'œuvre des futurs systèmes d'armes de la Force nucléaire stratégique (FNS). Un an plus tard, la SEREB collabore avec les sociétés Nord-Aviation et Sud-Aviation et établit les programmes des « Études balistiques de base » (EBB), dits des « Pierres Précieuses ». Ils sont destinés à acquérir les technologies nécessaires à la réalisation de la FNS.
C'est aussi en 1959 que le premier bombardier Mirage IV, construit par Dassault, est présenté en vol au général de Gaulle lors du salon du Bourget, à peine trois années après la signature du projet.
Le premier essai nucléaire français, dans le Sahara algérien, est suivi en 1961 par l'essai en vol de la fusée AGATE, première de la série des « Pierres précieuses », au Centre d'essais d'engins spéciaux à Colomb-Béchar en Algérie française.

### Stratégie du faible au fort
Si ces armes nouvelles sous commandement strictement français garantissaient une autonomie stratégique, elles n’étaient pas suffisantes car la France, n'ayant pas les moyens d'égaler l'Union Soviétique en termes d'armement nucléaires et conventionnels, devait toujours se reposer sur le soutien américain pour garantir sa sécurité. Dans cette perspective les armes nucléaires françaises auraient pu servir de « détonateur » aux armes américaines en cas de conflit, obligeant un président américain réticent à aider ses alliés. Dans le cadre d'un commandement occidental intégré, les États-Unis auraient été ainsi forcés de consulter les français pour toute prise de décision, affirmant le statut de grande puissance de la France voulu par de Gaulle. Ce statut impliquait cependant que le pays se dote d'un arsenal nucléaire aussi varié que celui des deux grands; comme le formula Jacques Chirac :« Nous ne voulons laisser à personnes le monopole de telle ou telle catégorie d'armes ». Mais le coût d'une telle entreprise nécessitait une doctrine d'emploi compatible avec les moyens nationaux.
La doctrine française de représailles nucléaires immédiates et totales, inspirée de la doctrine de représailles massives (massive retaliation), est définie en 1963. Cette doctrine de « suffisance », en trois points, s'oppose à la doctrine américaine de riposte graduée (flexible response) adoptée par l'administration Kennedy :
- dès 1961, il est demandé aux futures Force aériennes stratégiques (FAS) d'être en mesure « d’infliger à l’URSS une réduction notable, c’est-à-dire environ 50 %, de sa fonction économique » ;
- dans la foulée, la priorité est donnée à la stratégie « anti-cités », liée à l'idée de la dissuasion « du faible au fort », réputée être « la plus dissuasive et la moins coûteuse pour une puissance moyenne comme la France ». Cette stratégie se refuse à limiter les destructions aux moyens offensifs adverses (stratégie « anti-forces »), ceci entraînant hypothétiquement une guerre nucléaire contre la France métropolitaine à laquelle celle-ci ne peut survivre ;
- la FAS doit être capable d'exercer les dommages en toutes circonstances, y compris de rétorsion « en second » et ne nécessite pas pour elle de disposer de moyens d’alerte avancée, type AWACS ou BMEWS, en particulier parce que l'adversaire majeur (l'Union Soviétique) est clairement identifié[72].

### Les Mirage IV (1964)

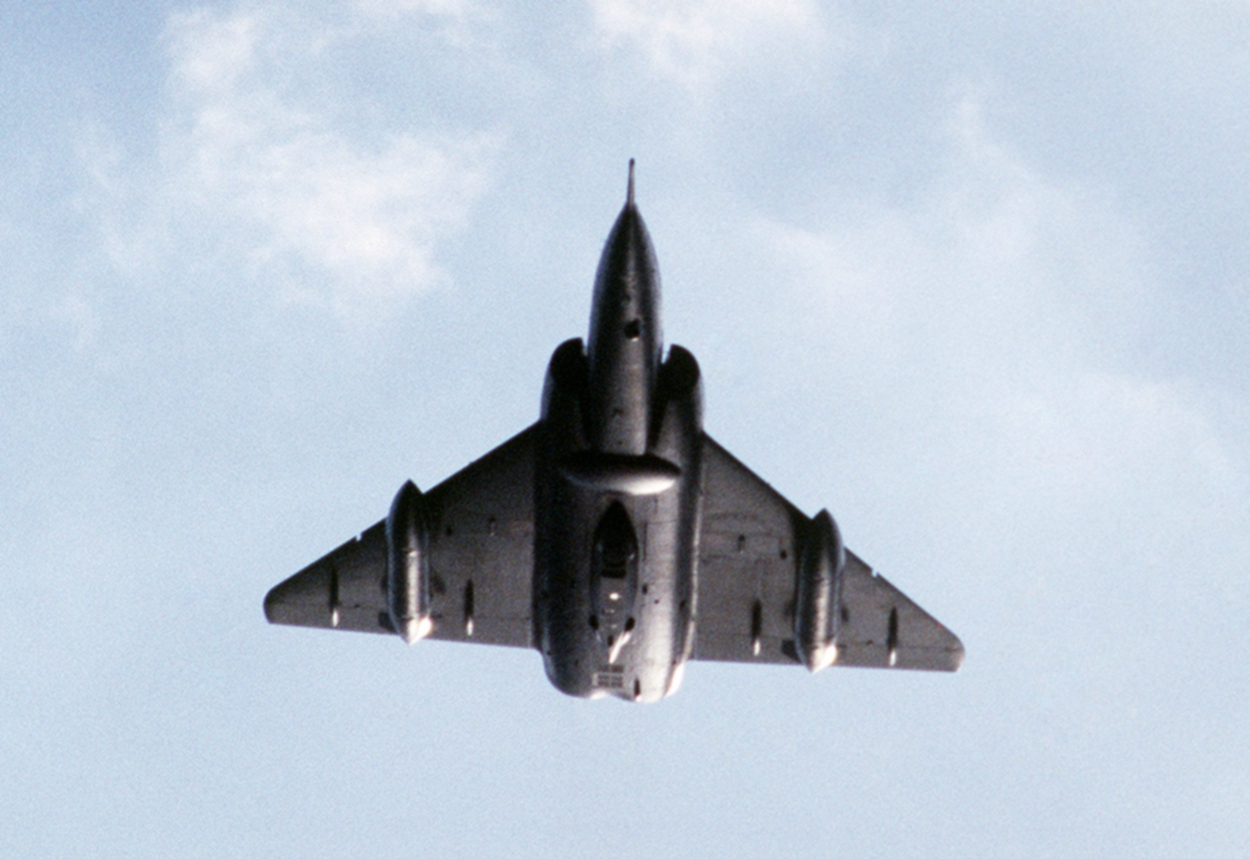
Un Mirage IV A de l'escadron de bombardement EB 1/91 "Gascogne" basé a la base aérienne 118 Mont-de-Marsan, 1986.

L'année 1964 marque le début de la dissuasion nucléaire française permanente. En effet, le 14 janvier, les Forces aériennes stratégiques sont créées. En février, le premier Mirage IV et le premier avion ravitailleur C-135F arrivent dans les forces. En octobre, la première prise d'alerte par un Mirage IV, armé de la bombe AN-11, et un avion ravitailleur C-135F a lieu sur base aérienne de Mont-de-Marsan (Landes). Le trio arme nucléaire (AN-11), avion vecteur (Mirage IV) et avion de projection (ravitailleur) est alors opérationnel.
Au printemps 1966, avec 9 escadrons de Mirage IV, l'ensemble de la 1re composante de la force de dissuasion est réalisée. En 1973, 60 Mirage IV répartis sur neuf bases sont en alerte.

### La triade nucléaire (1971)

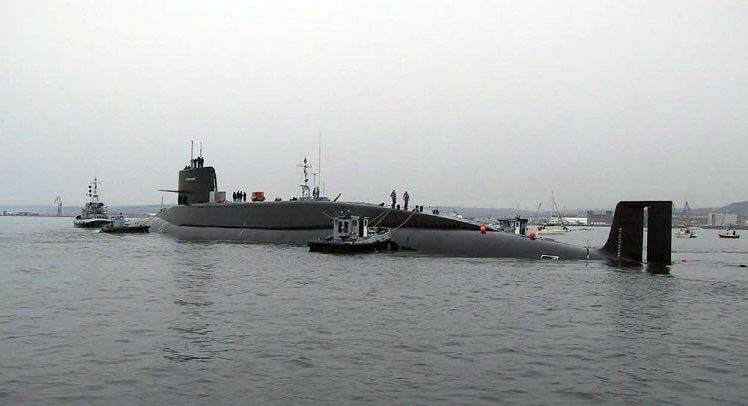
Le Redoutable, premier sous-marin nucléaire lanceur d'engins français.

En 1963, le gouvernement français opte pour la réalisation de deux nouveaux systèmes d'armes stratégiques, terrestre et naval, en complément des Mirages IV :
- des missiles sol-sol à tirer de silos : les S2 ;
- des missiles mer-sol à tirer de sous-marins à propulsion nucléaire : les MSBS.

La première unité opérationnelle de 9 missiles S2 de la Base aérienne 200 Apt-Saint-Christol sur le plateau d'Albion est mise en service le 2 août 1971, la seconde le 23 avril 1972.
Le 1er décembre 1971, entre en service le premier sous-marin nucléaire lanceur d'engins (SNLE): Le Redoutable. Il est suivi par cinq autres, mis en service entre 1973 et 1985.

### Les armes nucléaires tactiques (1972)
Le déploiement d'armes nucléaires tactiques françaises vient combler le vide laissé dans l'équipement de l'Armée de terre par le retrait en 1966 des missiles américains Honest John mais pousse à la stratégie nationale du tout ou rien. Leur rôle précis ne sera défini que sous la présidence de François Mitterrand. Ces armes tactiques seront alors nommées "pré-stratégiques" car elles auraient été utilisées comme ultime avertissement à l'ennemi, en cas d'invasion inarrêtable par des moyens conventionnels, avant les frappes stratégiques.

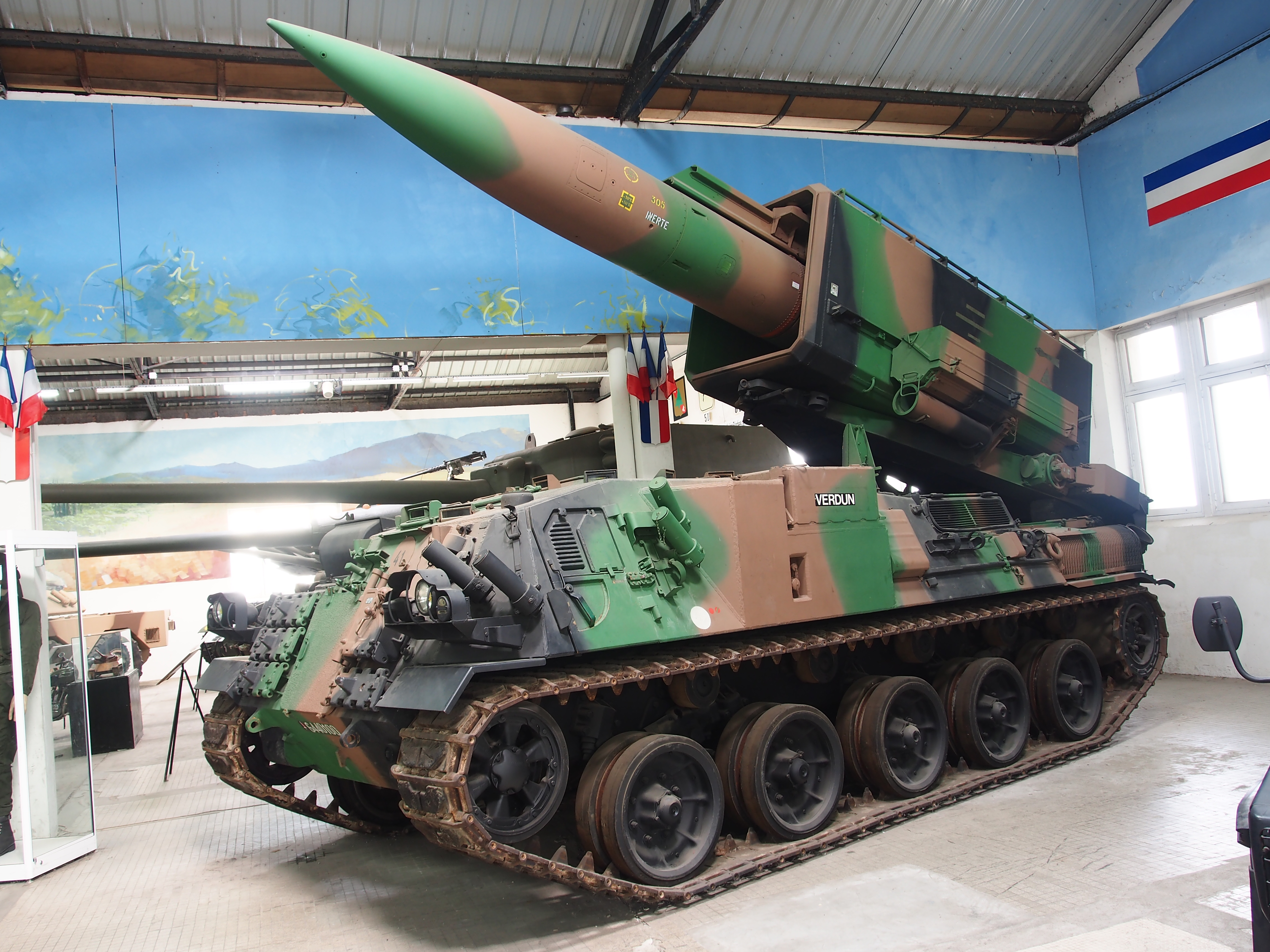
Un missile Pluton sur son TEL au musée des blindés de Saumur.

En octobre 1972, deux escadrons de Mirage IIIE de la 4e escadre de chasse de la Force aérienne tactique (FATac) se voient confier la mission nucléaire tactique avec l’arrivée de la bombe AN- 52. Le 1er octobre 1974, deux escadrons de SEPECAT Jaguar de la 7e escadre de chasse sont déclarés officiellement nucléaires tactiques. Ils seront rejoints dans cette mission par un troisième escadron le 1er janvier 1981. Un escadron abandonnera ce rôle à partir du 31 juillet 1989 suivi par les 2 derniers le 31 août 1991.
Le 1er mai 1974, le premier des cinq régiments de missiles Pluton entrent en service dans l'armée de terre française.
Le 10 décembre 1978, le porte-avions Clemenceau reçoit, à la suite d'une IPER, la qualification nucléaire et un local spécial pour l'embarquement de quatre ou cinq armes nucléaires AN-52 pouvant être utilisé par les Super-Étendard de la Marine nationale y est aménagé. Entre 1980 et 1981, c'est le Foch qui est à son tour aménagé dans cette fonction pour une prise opérationnelle de service le 15 juin 1981,.

### La troisième force nucléaire mondiale (1980)

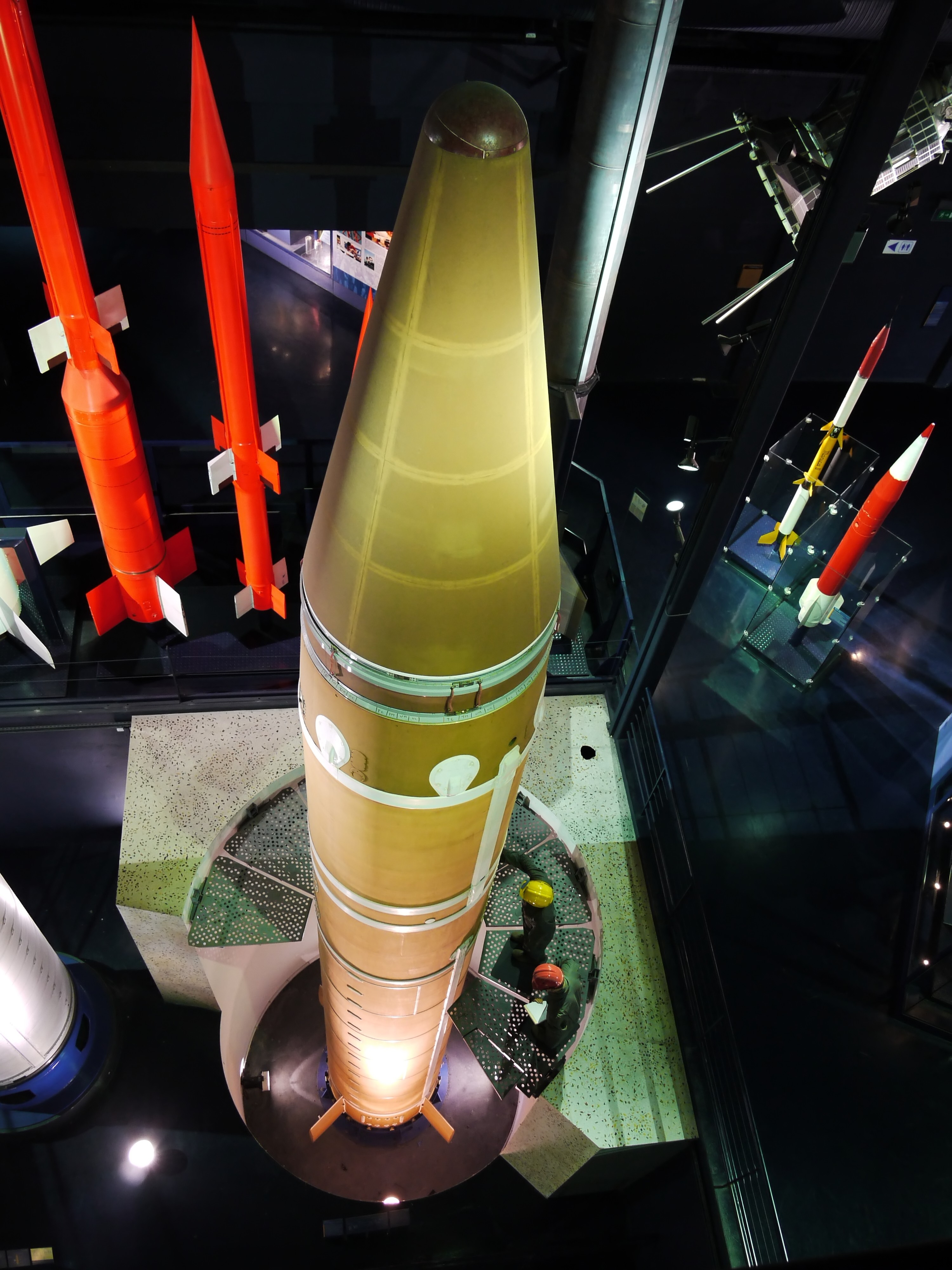
Un missile S3 au musée du Bourget.

Durant les années 1980, la Force de frappe atteint son maximum avec plus de 500 ogives nucléaires réparties de la manière suivante :
- 64 missiles, dont certains (M4) sont mirvés, emportés par six SNLE basés à l'Île-Longue, dans la rade de Brest. Soit plus de 300 ogives pour une puissance de destruction de 44 mégatonnes en novembre 1987[81], faisant de ce vecteur la pièce maîtresse de la dissuasion française ;
- 18 missiles S3 en silos sur la base aérienne 200 Apt-Saint-Christol au plateau d'Albion dont la première unité opérationnelle est mise en service le 1er juin 1980 et la seconde le 31 décembre 1982 ;
- 30 missiles Pluton dans cinq régiments d'artillerie de l'Armée de terre, devant être remplacés par le missile Hadès ;
- une soixantaine de missiles air-sol ASMP et de bombes AN-22 pouvant être utilisés par les Mirage IV (34 en ligne en 1983[82]) et Dassault Jaguar de l'Armée de l'air et par les Super-Étendard de la Marine nationale.

Le Bulletin of the Atomic Scientists estime un pic de 540 ogives en 1992, soit un total de 1 260 armes construites depuis 1964

### Réduction et modernisation de l'arsenal (depuis 1991)
La réduction de l'arsenal nucléaire français commence à partir de 1988 avec le remplacement des cinq escadrons de Mirage III et Jaguar par trois escadrons de Mirage 2000N. Le 11 septembre 1991, le Président de la République, François Mitterrand, annonce le retrait anticipé des missiles Pluton dont les derniers sont désactivés le 31 août 1993. Son remplaçant, Hadès, est cependant autorisé mais en nombre réduit.
Le 8 avril 1992, le président Mitterrand annonce la mise en place d'un moratoire sur les essais nucléaires, mais le 13 juin 1995, son successeur nouvellement élu, Jacques Chirac, déclare que huit essais nucléaires auront lieu de septembre 1995 à janvier 1996. Ces derniers ont pour but de récolter assez de données scientifiques pour simuler les futurs essais. Une vague de contestation internationale a lieu. Le 29 janvier 1996, dans un communiqué, la présidence annonce, après le sixième essai (le 27 janvier sur l'atoll de Fangataufa en Polynésie) sur les huit prévus à l'origine, que la France met fin aux essais nucléaires. Avec ce dernier tir, ce sont 210 explosions qui furent réalisées par la France depuis l'acquisition de l'arme atomique en 1960. Après la fin de cette dernière campagne de tests, la France signe le Traité d'interdiction complète des essais nucléaires (TICE) le 24 septembre et démantèle ses installations de tests dans le Pacifique. Le Parlement ratifiera le TICE le 6 avril 1998, engageant ainsi la France à ne plus jamais réaliser d'essais nucléaires.
En 1996, la composante sol-sol de la triade nucléaire est abandonnée avec la désactivation des 18 silos de missiles du plateau d'Albion dans le Vaucluse et des 30 missiles de la Force Hadès stockés en Meurthe-et-Moselle. Les composantes mer-sol et air-sol sont conservées mais avec un nombre de vecteurs réduit. Dans le cadre d'une stratégie nouvelle de stricte suffisance, les Mirage IV quittent le rôle stratégique et le nombre de SNLE passe de six à quatre avec la mise en service de la classe Le Triomphant. Le président Nicolas Sarkozy poursuit cette politique en dissolvant l'un des trois escadrons de Mirage 2000N.
Au début du XXIe siècle, la France a presque réduit de moitié son arsenal mais poursuit la modernisation de ses vecteurs et effecteurs nucléaire. Les tests grandeur nature des engins n’étant plus possibles, la fiabilité des ogives nucléaires est assurée par des tirs froids dans le cadre du programme Simulation de modélisation des explosions.

## Aspects sanitaires
Selon une analyse historique publiée en 2021 par M.G Malfilatre, « en dépit du nombre croissant de travailleurs concernés, qu’ils soient employés civils ou militaires de l’industrie de l'armement ou de l’industrie électronucléaire, la question des risques professionnels liés au rayonnement ionisant reste maintenue à la lisière de l’espace public (...) Les cancers radio-induits se placent ainsi en 5e position des cancers professionnels les plus reconnus derrière ceux provoqués par l’amiante – 75 % des cancers reconnus – (...) Entre les demandes de réparation qui n’obtiennent pas gain de cause et celles qui ne sont pas mêmes formulées, un grand nombre de maladies professionnelles « échappent à la reconnaissance (...) alors que seuls trois types de cancers sont reconnus par le tableau no 6 en France – les leucémies, le sarcome osseux et le cancer broncho-pulmonaire –, certains organismes internationaux comme le Comité scientifique des Nations unies sur les effets des rayonnements atomiques (UNSCEAR) en reconnaissent plus d’une vingtaine. Aux États-Unis, parmi les différents programmes de réparation des maladies radio-induites qui existent en parallèle du système principal d’indemnisation, l’Energy Employees Occupational Illness Compensation Program (EEOICP) reconnaît 22 pathologies cancéreuses radio-induites. Créé en 2000, l’EEOICP a déjà indemnisé 90 000 victimes pour 17 milliards de dollars. Ces chiffres donnent à penser qu’un grand nombre de pathologies qui seraient reconnues comme radio-induites aux États-Unis ne le sont pas en France » (Anne Marchand, 2016) »,.
Selon Michaels (2008), si des négociations ont permis en France d'avancer vers la reconnaissance d'un statut de vétérans des essais nucléaires, leur donnant l'espoir de réparation des maladies radio-induites, alors qu'un mouvement des « héros civils de la Guerre Froide » émerge aux États-Unis, d'autres travailleurs du nucléaire militaire, civils notamment, atteints de pathologies potentiellement radio-induites n'ont pas bénéficié de la présomption d'origine (ex. : Collectif des irradiés de Brest, réunissant les salariés civils de la base militaire de l'île Longue, à Brest), cette présomption étant le principe fondateur du système de réparation des pathologies professionnelles en France. Ceux qui ont développé des cancers doivent se tourner vers les Comités régionaux de reconnaissance en maladie professionnelle (CRRMP) et ont peu de chance d'être aidés car ce régime complémentaire, créé en 1993 pour les maladies professionnelles reconnues, demande que le salarié apporte la preuve du lien de causalité direct et essentiel entre sa maladie et l'emploi qu'il a occupé autrefois.
Les personnes identifiées comme ayant travaillé dans le nucléaire militaire et ayant un risque d'exposition à la radioactivité bénéficient théoriquement d'un suivi, même après leur retraite mais ce droit au suivi n'est pas toujours respecté notent Munoz et al.. en 2022, et en 2018, Jean-Claude Zerbib (ancien ingénieur en radioprotection du CEA et membre de la Commission des maladies professionnelles) notait qu'alors que le nombre de personnes exposées a grandi, et alors que les cancers apparaissent souvent une trentaine d'années après l'exposition, ils devraient être plus nombreux ; pourtant le nombre de victimes de maladies radio-induites reconnues en France par l’État au titre du tableau no 6 a été durant 60 ans étonnamment stable, recensant en moyenne 20 pathologies, dont 15 cancers, reconnus chaque année de 1956 à 2018 (pour moitié des cancers broncho-pulmonaires et pour moitié des leucémies, d'après Annie Thébaud-Mony, sur la base des données d'ameli.fr entre 2010 et 2015 et des rapports de gestion annuel du CNAM (2016-2018) cités par J.C Zerbib, 2018 p. 129 comme document de travail).

## Collaborations avec d'autres pays

### Collaboration avec l'Allemagne fédérale et l'Italie
En 1955, la France initia une coopération avec la République fédérale d'Allemagne pour la construction d'une usine d'enrichissement d'uranium. Lors de la conférence de Messine (juin 1955), un élargissement à l'échelle européen fut aussi envisagé par la France. Dans une tentative de faire échouer ce projet, les États-Unis proposèrent de fournir aux pays européens quelques kilos d'uranium enrichi à tarif préférentiel. La France tenta d'élargir cette coopération à l'Italie (accord tri-partite du 28 novembre 1957). Chaque pays avait son propre objectif :
- l'Allemagne fédérale cherchait à acquérir un armement nucléaire national. Si, selon les Accords de Paris (1955), la RFA ne pouvait produire des armes nucléaires (mais aussi bactériologiques et chimiques) sur son territoire, il ne lui était pas interdit d'en posséder, à condition qu'elles soient produites à l'étranger. De plus, les accords de Paris n'interdisaient pas à la RFA les recherches dans ce domaine[52]. D'ailleurs, elle possédait un ministre chargé des questions atomiques : Franz Josef Strauß, partisan de l'armement nucléaire de la RFA et futur ministre de la Défense ;
- l'Italie visait la construction d'un armement nucléaire européen, afin de ré-équilibrer les forces au sein de l'OTAN[52] ;
- la France voulait qu'une usine d'enrichissement soit construite à l'échelle européenne afin de réaliser des économies financières. Poussée par Jacques Chaban-Delmas (alors ministre de la Défense), cette collaboration devait aussi permettre de diminuer la dépendance vis-à-vis des États-Unis. Elle avait aussi peut-être pour objectif de mettre fin aux accords anglo-américains[52].

Cette collaboration fut interrompue en juin 1958 par l'arrivée au pouvoir du général de Gaulle.

### Collaboration avec Israël
En 1955, le premier ministre israélien David Ben Gourion manifeste sa volonté de doter l'État israélien de l'arme atomique. L'objectif israélien est d'obtenir, au travers de l'arme atomique, une garantie d'existence et de survie de la part des États-Unis.
La constitution du gouvernement socialiste Mollet en février 1956 lui permet d'envisager une collaboration avec la France. Guy Mollet, mu par son idéal socialiste, était très enclin à aider à la survie d'Israël. Les armes conventionnelles fournies par la France n'auraient pas suffi à Israël pour faire face indéfiniment aux pays arabes. Le 13 septembre 1956, Pierre Guillaumat et Francis Perrin rencontrent le professeur Ernst David Bergmann (responsable du programme atomique militaire israélien) et Shimon Peres (représentant le ministre de la défense - et premier ministre - Ben Gourion) afin de parler de la construction d'un réacteur de recherche dans le désert du Néguev.
La coopération entre la France et Israël s'accentua avec l'arrivée à la présidence du Conseil de Maurice Bourgès-Maunoury en mai 1957. À la mi-1957, un accord fut conclu pour la construction en Israël d'un réacteur nucléaire équivalent à la pile G1 de Marcoule (production de 10 à 15 kg de plutonium par an). Les travaux débutent six mois plus tard à Dimona. Comme la coopération franco-italo-germanique, cette collaboration est interrompue par l'arrivée au pouvoir du général de Gaulle qui, en 1961, décide de faire cesser toute aide française concernant l’usine de séparation du plutonium et de terminer la construction du réacteur de Dimona.

### Collaboration avec l'Afrique du Sud
À partir de 1963, un accord entre la France et l'Afrique du Sud permet à la France de s'approvisionner en uranium « libre d'emploi », contournant l'embargo de fait imposé par les États-Unis.

### Collaboration avec le Royaume-Uni
Contrairement au Royaume-Uni et à la Chine, qui sont passés du stade nucléaire au stade thermonucléaire en cinq et trois ans respectivement, la France met plus de huit ans (1960-1968) pour faire de même. Plusieurs facteurs peuvent expliquer cette lenteur particulière :
- un certain isolement des scientifiques français vis-à-vis de leurs alliés au début des années 1960, résultat de la politique d'indépendance nationale de la diplomatie gaullienne ;
- le refus de la jeune élite scientifique française de travailler au service de l'armement nucléaire alors même que la réalisation de la bombe H nécessitait des recherches fondamentales bien plus poussées que pour la bombe A ;
- une lutte d'influence entre les directeurs des antennes de la Direction des applications militaires du CEA alliée à une organisation verticale, inadaptée à la complexité d'un engin thermonucléaire.

Quand finalement, en avril 1967, la solution à la fusion nucléaire est trouvée par le jeune ingénieur Michel Carayol, elle n'est pas retenue.

#### La bombe H contre l’accès au marché commun
Le 18 juillet 1963, lors de la visite de Pierre Messmer à Londres, le ministre de la défense britannique lui offre de coopérer en matière nucléaire et de reformer l'OTAN en échange d'un accès au marché commun européen, ce que de Gaulle refuse.
En septembre 1967, la Grande-Bretagne réitère son offre, et, embarras thermonucléaire français oblige, elle est acceptée. Ainsi, Londres livre les secrets de la bombe H par l’intermédiaire du physicien William Cook qui, répondant aux questions des savants français, confirme que la solution proposée par Carayol est la bonne.

#### Traités de Londres
Le 2 novembre 2010, un accord de coopération en matière de défense et de sécurité entre la France et le Royaume-Uni est signé dans le cadre des traités de Londres. Celui-ci prévoit une installation commune à Valduc (France) où sera « modélisée la performance des têtes nucléaire et des équipements associés, afin d’en assurer la viabilité, la sécurité et la sûreté à long terme ». Un centre de développement technologique commun à Aldermaston (Royaume-Uni) soutiendra ce projet.

### Collaboration avec les États-Unis
À la suite de la Seconde Guerre mondiale, les États-Unis cherchent à empêcher la prolifération nucléaire. Ils tentent d'abord, en vain, de troquer leur aide technique contre une coordination aussi étroite que possible pour l'emploi éventuel de la bombe, puis favorisent quelque peu le programme français lorsque la crédibilité de leur parapluie nucléaire est mise à mal avec le lancement du premier missile balistique intercontinental soviétique et du Spoutnik en 1957. Ils réalisent par la suite que l'engagement du programme nucléaire français est inexorable et infléchissent leur politique à partir de 1973 pour favoriser son développement, bien que l'Atomic Energy Act (en) interdise officiellement le transfert de technologies militaires.

#### Années 1950
Dans les années 1950, les États-Unis essaient de dissuader la France de construire une bombe atomique. Néanmoins, l'administration Eisenhower fournit une assistance technique, avec différents niveaux de développement, dans quatre domaines :
- information ouverte,

« Le rapport Smyth, publié le 16 août 1945 par le gouvernement américain, est une bonne source d'information pour les Français. Ce rapport montre comment les Américains avaient fait pour réussir à construire leurs bombes atomiques. Les « conférences des Nations Unies sur les utilisations pacifistes de l'énergie atomique » apportent aussi des informations utilisables. La première conférence (août 1955) s'accompagne, côté américain, de la déclassification de nombreux documents fournissant des informations théoriques. La seconde conférence (septembre 1958) fournit des informations plus pratiques, en particulier sur la notion de masse critique »

- visite du champ de tir atomique du Nevada,

« Dès mai 1955, le colonel Pierre Marie Gallois visite le Site d'essais d'armes atomique du Nevada (NTS). En avril 1957, le général Charles Ailleret (commandant interarmées des armes spéciales) y effectue une autre visite. Cela permet de comprendre l'organisation de tels essais et de valider l'organisation envisagée pour le site d'essais du Sahara »

- appareils de mesure ultra-rapide,

« En février 1958, grâce aux bonnes relations entre les présidents Félix Gaillard et Eisenhower, le général Ailleret, le colonel Buchalet et le professeur Yves Rocard (CEA) se rendent au NTS dans le cadre de la mission Aurore. Si une partie de la mission est consacrée à des réunions cherchant apparemment à dissuader la France de construire une bombe atomique, des réunions techniques permettent toutefois à la délégation française d'en apprendre plus sur les appareils de diagnostic de l'explosion. Et finalement, des appareils électroniques de mesure ultra-rapide sont ramenés en France, où ils faisaient défaut,. »

- uranium enrichi,

« Le 25 décembre 1957, Pierre Guillaumat (administrateur général du CEA) rencontre l'amiral Elliott B. Strauss au sujet de la livraison d'uranium enrichi pour construire un réacteur nucléaire de sous-marin. L'amiral Strauss cherche à dissuader le CEA de construire sa propre usine d'enrichissement de l'uranium et les États-Unis s'engagent à fournir le combustible mais pas pour un sous-marin directement. La coopération dans ce domaine demeura donc très limitée. Le 7 mai 1959, les Américains fournissent bien l'uranium enrichi, ce qui permettra au prototype de réacteur naval français (PAT), construit au centre de Cadarache pour respecter les termes du contrat, de diverger en août 1964. »

#### Années 1960

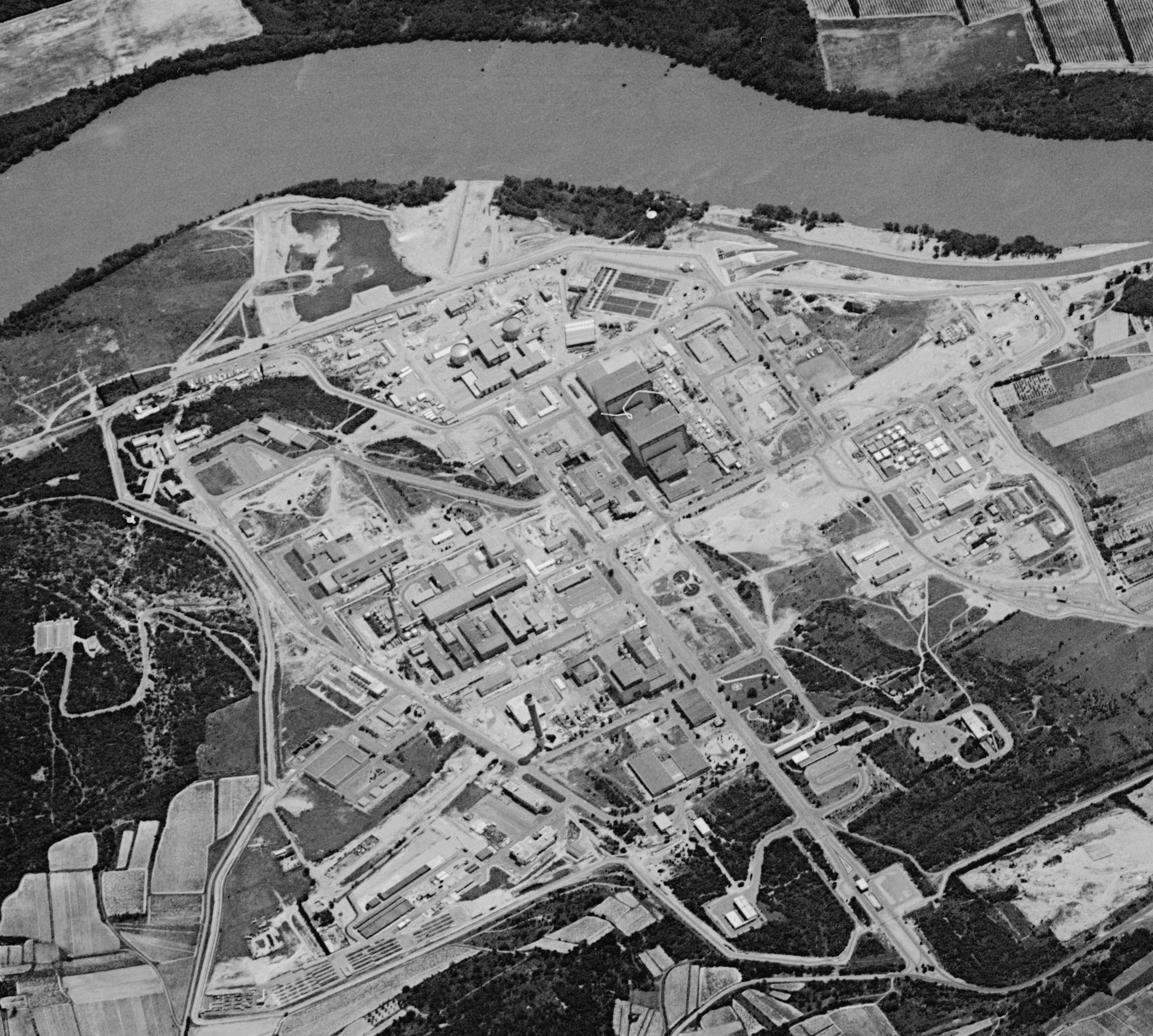
Le site nucléaire de Marcoule, photographié par un satellite de reconnaissance américain KH-7 (11 juin 1967).

Les années 1960 sont celles de la présidence de Charles de Gaulle. Le président De Gaulle veut garantir la totale indépendance de la France en matière nucléaire. Bien que pragmatiquement attaché à l'alliance militaire occidentale, il s'en distancie au fur et à mesure que s’organise la Force de frappe. Dès mai 1959, les armes nucléaires tactiques américaines sont évacuées du territoire national. Cette politique n’empêche pas une collaboration continue avec les États-Unis car pour Washington c'est un moyen supplémentaire de surveillance du programme français et pour Paris l'occasion d’économiser du temps et de l'argent. Ce n'est qu'en mars 1966 que les relations franco-américaines tombent au plus bas, quand De Gaulle retire la France du commandement intégré de l'OTAN.

##### Armement nucléaire américain au service de l'OTAN
Durant la première moitié des années 1960, les forces françaises en Allemagne (FFA) ont l'occasion de s'exercer au maniement d'armes nucléaires avec des armes tactiques américaines sous doubles clefs dans le cadre de l'OTAN. Les divisions mécanisées modèle 59 ont chacune deux batteries de deux missiles Honest John à partir de juillet 1960, soit 20 lanceurs au total (1965) en service jusque 1966; les 520 et 521e Brigade d’Engins des FFA dans le Bade-Wurtemberg déploient huit batteries de missile sol-air Nike-Hercules de 1960 à 1966 et les avions F-100 Super Sabre de la 11e escadre de chasse basés à Bremgarten et Lahr-Hugsweier, emportent des bombes tactiques Mk-28 entre 1963 et 1964,.

#### Armement américain au service de la France

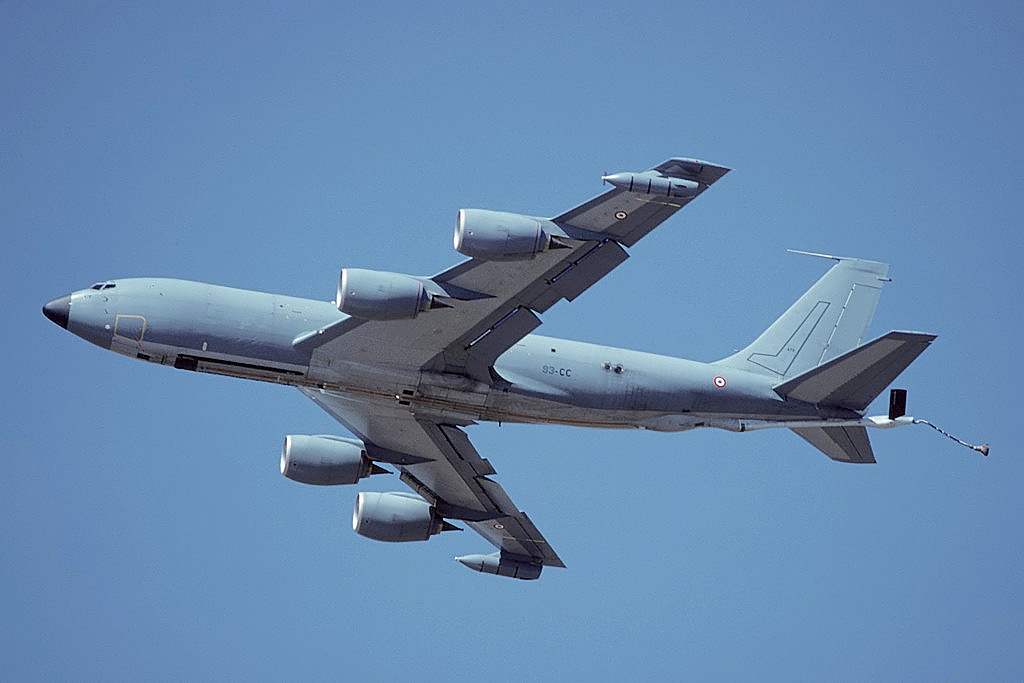
Un avion ravitailleur Boeing C-135F.

Alors même que le secrétaire à la Défense, Robert McNamara, est opposé au développement de forces nucléaires indépendantes au sein de l'OTAN, l'administration Kennedy autorise, en juillet 1962, la vente de douze C-135F Stratotanker aux forces aériennes stratégiques françaises en développement. L'avion de Boeing, indispensable à la mission des Mirages IV, permet à la France de réaliser des économies substantielles en lui évitant d'avoir à développer son propre avion ravitailleur,.
L'achat de matériel américain permet aussi aux ingénieurs français de progresser plus vite en l’étudiant. Dans le domaine de la guerre électronique, les échanges entre US Air Force et armée de l'Air sont particulièrement fructueux des deux côtés de l'Atlantique.

#### Années 1970
« La présentation politique de l’indépendance de la dissuasion nucléaire française [...] serait ternie par la découverte que nous bénéficions d’un soutien technique américain ! »

— Valéry Giscard d’Estaing, dans ses mémoires.

##### Généralités
Élu en 1969, l'amélioration des relations avec la France devient l'un des objectifs de la politique étrangère du président Richard Nixon. Son administration inverse ainsi la politique américaine d'opposition au programme nucléaire français.
En conséquence, au début des années 1970, les États-Unis prennent l'initiative de discussion avec la France sur le nucléaire militaire. Ces discussions sont aussi un moyen pour les Américains d'en apprendre plus sur l'arsenal nucléaire français. De plus, l'amélioration de la force nucléaire française renforcerait la position stratégique des États-Unis face à l'Union soviétique. En plus d'être supposément gardées secrètes au niveau international, ces discussions, puis l'aide apportée, se font sans en informer ni le Congrès américain, ni le Département d'État. En effet, l'Atomic Energy Act (en) interdit alors le transfert de technologies des armes nucléaires. Toutefois, les Américains tiennent les Britanniques informés des développements français.
Finalement, cette aide, bien que limitée, permet des économies de temps et d'argent au programme nucléaire militaire français. Elle se poursuit sous l'administration Ford, et reste inconnue du public jusqu'en 1989, lorsque Richard Ullman publie son article « The Covert French Connection » dans la revue « Foreign Policy ».
Le 26 mai 2011, un archiviste des National Security Archives, William Blurr, conjointement avec le Nuclear Proliferation International History Project, publie un rapport confirmant dans ses grandes lignes l'article publié vingt ans plus tôt par Ullman. Ce rapport, issu de documents déclassifiés, montre que la coopération américano-française était plus précoce encore que ce qu'affirmait l'article d'Ullman.

##### Déroulement
La visite de Georges Pompidou à Washington en février 1970, marque le redémarrage des relations franco-américaines. Pompidou avoue la faiblesse stratégique de la France et la possibilité que les missiles nucléaires français ne soient pas capables d'atteindre leurs cibles. Si Pompidou ne demande pas directement d'aide américaine, il fait remarquer que le « comité franco-américain pour les échanges technologiques » est au point mort. Nixon reconnaît que la « question nucléaire » pourrait faire le sujet de discussions sur la coopération. À la suite, le secrétaire de la Défense Melvin Laird suggère de fournir à la France des informations sur l'amélioration de la sûreté des missiles et sur les matériaux pour la phase de rentrée atmosphérique. Il reste plus modéré sur le transfert de la technologie de navigation astronomique.

Missiles M45 et M51 dans des coques de SNLE (type Redoutable, à gauche) et de SNLE-NG (type Triomphant, au milieu), Trident II américain à droite.

En juin 1970, l'Assistant Secretary of Defense for Research and Engineering John S. Foster, Jr. effectue un voyage à Paris pour y rencontrer le délégué général pour l'armement au ministère des Armées Jean Blancard. Une liste des demandes françaises est soumise. Elle porte sur le développement de missiles terrestres et sous-marins, tel que les techniques de fabrication, la fiabilité des moteurs à propergol solide ou les matériaux résistants aux effets atomiques pour les véhicules de rentrée atmosphérique. Foster fait clairement savoir qu'il n'y aura pas d'aide sur la technologie de navigation astronomique, mais possiblement sur le guidage inertiel des missiles sous-marins.
La Maison-Blanche prend presque une année pour statuer sur la demande française car elle souhaitait tout d'abord passer en revue la politique d'aide militaire à la France. La réponse ne peut pas être négative car ce sont les États-Unis qui avaient pris l'initiative des pourparlers sur les missiles de 1970. Aussi, en mars 1971, Nixon approuve un programme d'aide minimum : les États-Unis assisteront la France pour l'amélioration des systèmes existants mais pas pour le développement de nouveaux systèmes. Cette réponse est transmise par le département d'État et le ministère de la Défense en avril 1971.
Une délégation menée par Foster mène une seconde visite en France en juin 1971. Les discussions portent alors sur les moyens pour Washington d'aider le programme de missiles nucléaires français. Les Français demandent de l'assistance sur l'amélioration de la sûreté et de l'opérationnalité au travers d'un appui sur des problèmes techniques allant de la propulsion aux connecteurs électriques. Une règle de fonctionnement est arrêtée : les Français feront parvenir des descriptions de leurs problèmes techniques et les Américains les conseilleront. La délégation américaine est conduite à Bordeaux pour visiter les installations de production de missiles et voir les missiles eux-mêmes. Les Français sont apparemment satisfaits des échanges techniques autorisés par Nixon en 1971.
En juillet 1972, le ministre de la Défense Michel Debré effectue une visite officielle aux États-Unis. Alors que la presse spécule sur l'éventualité de discussions sur la coopération nucléaire, Debré nie, et, à l'époque, aucune information sur ces discussions ne paraît dans la presse. Lors d'une réunion avec Henry Kissinger, Debré demande la fourniture de renseignements sur les missiles antibalistiques de l'URSS. Kissinger y est favorable, mais considérant que l'administration puisse s'y opposer, suggère que l'ambassadeur français ne formule pas de demande officielle. Les fonctionnaires du département d'État sont tenus à l'écart des discussions de Debré avec la Maison-Blanche et le Pentagone. Ils apprennent cependant qu'une nouvelle liste de demandes a été transmise à Foster et que ces demandes portent sur des sujets très sensibles (miniaturisation des têtes nucléaires, mode d'utilisation des sous-marins nucléaires lanceur d'engins, etc.).
Après la visite de Debré, les Français continuent à demander plus d'informations. En mars 1973, suivant les conseils de Melvin Laird, Richard Nixon autorise le transfert d'informations sur :
- les simulateurs des effets nucléaires (et la vente de petits simulateurs) ;
- les techniques de durcissement des missiles et des véhicules de rentrée ;
- les missiles antibalistiques soviétiques.

Foster suggère de fournir aussi des informations sur les systèmes d'alerte précoce afin de renforcer le caractère dissuasif de la force nucléaire française.

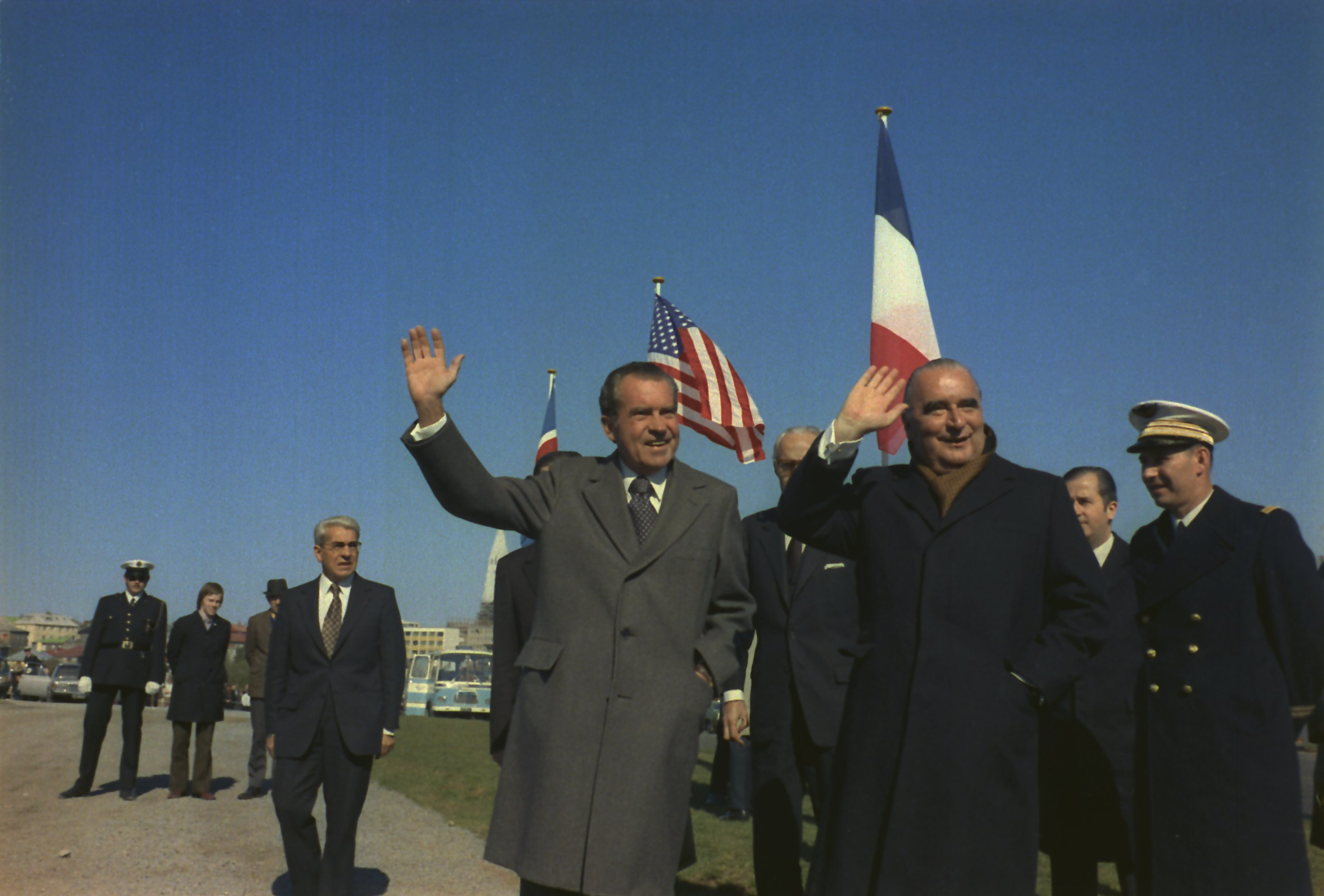
Les présidents Nixon (gauche) et Pompidou (droite) lors du sommet en Islande.

À la fin mai 1973, lors d'une rencontre en Islande entre Kissinger, Nixon et Pompidou, ce dernier demande que les discussions, jusqu'alors limitées à la technologie des missiles, soient étendues aux technologies des armes nucléaires. En conséquence, le nouveau ministre des Armées Robert Galley se rend aux États-Unis pour des discussions secrètes avec Kissinger et le nouveau secrétaire de la Défense James Schlesinger. Galley explique à Kissinger que la France souhaite des informations sur :
- la pénétration des missiles, y compris le durcissement des véhicules de rentrée, l'aide à la pénétration et les missiles à ogives multiples pour les sous-marins ;
- la taille et la masse des détonateurs accélérés ;
- la réalisation d'essais souterrains aux États-Unis.

Il s'agit alors pour les Français de développer une nouvelle génération de missiles.
Afin d'éviter d'avoir à demander l'autorisation du Congrès américain (et ainsi contourner l'Atomic Energy Act (en)), Kissinger et Galley s'accordent pour que les États-Unis s'en tiennent à du « conseil par la négative » (sans que l'on sache qui propose ce type d'accord), c'est-à-dire que les Américains se contenteront de critiquer les idées soumises par les Français. Ces discussions se poursuivirent pendant quatre ans. Elles doivent rester secrètes afin de ne pas compliquer les relations entre les États-Unis et ses autres alliés qui pourraient alors demander le même traitement. Ni le département d'État, ni le Congrès n'en auront connaissance.

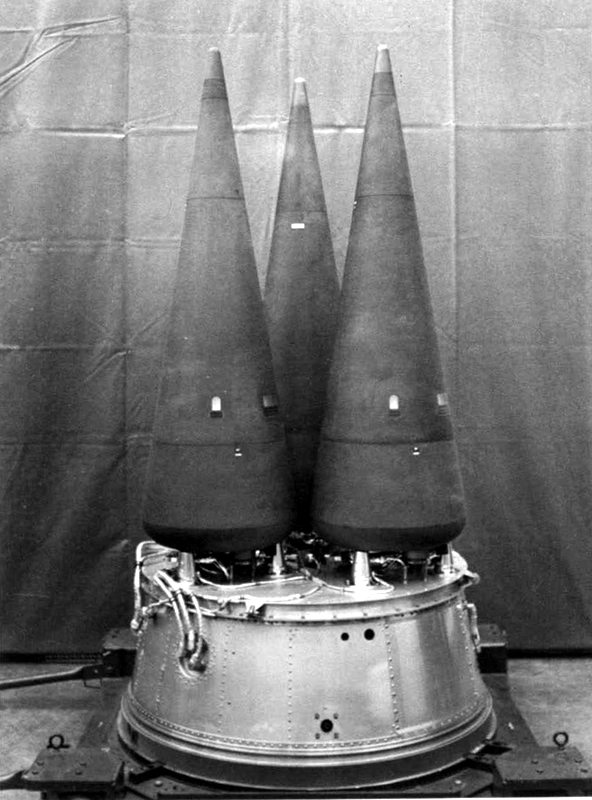
Les têtes multiples d'un missile américain Minuteman.

Un missile balistique peut porter plusieurs ogives permettant de frapper des objectifs différents dans une même zone.
Si Kissinger est conscient des limites du programme français et de l'intérêt que la France peut jouer en termes de dissuasion, il décide cependant de modérer le transfert des informations afin de donner l'impression aux Français que les discussions avec Galley avancent. Toutefois, au début de l'année 1975, les Français s'inquiètent de la lenteur du retour d'informations. Les américains répondent qu'il n'y a rien d'anormal et qu'il s'agit simplement d'une l'analyse détaillée de leurs demandes. Certaines demandes sont de toute façon difficile à satisfaire, telle l'utilisation du site du Nevada pour des essais souterrains. Sur ce point, à la mi-1975, le président Ford demande tout de même d'étudier les possibilités d'aider les Français à conduire des essais souterrains. Il autorise aussi un programme d'assistance qui comprend :
- l'amélioration de la sécurité, de l'opérationnalité et de la diminution de la vulnérabilité nucléaire des missiles stratégiques ;
- le durcissement des missiles et des véhicules de rentrées ;
- les véhicules de rentrées à têtes multiples (à condition qu'ils visent une même cible) ;
- les connaissances fondamentales sur le comportement des matériaux liés à la conception des armes nucléaires.

Ford interdit toutefois la divulgation d'informations sensibles et l'utilisation du site du Nevada pour y exposer les matériaux des véhicules de rentrée.
Le flux d'informations continue à rester limité. Quelques mois plus tard, le président Valéry Giscard d'Estaing s'en inquiète auprès de Ford et Kissinger. Kissinger l'explique par les réticences du Pentagone et du Congrès. Ce dernier verrait d'un mauvais œil que la Maison-Blanche autorise l'exportation d'ordinateurs performants. Si la décision sur les ordinateurs doit attendre plusieurs mois, l'assistance est effective sur les technologies des essais souterrains, les véhicules de rentrée à têtes multiples et la vulnérabilité des sous-marins.

#### Depuis les années 1980
Les coopérations des années 1980 et 1990 restent encore très peu connues, tout comme le contenu de l'accord de coopération nucléaire entre la France et les États-Unis décidé par Jacques Chirac et Bill Clinton en 1996.